# Пинегин, Николай Васильевич
Никола́й Васи́льевич Пине́гин (27 апреля (10 мая) 1883, Елабуга, Елабужский уезд, Вятская губерния, Российская империя — 18 октября 1940, Ленинград, РСФСР, СССР) — русский и советский писатель, художник, исследователь Арктики. Участник экспедиции Г. Я. Седова на судне «Св. мученик Фока».
Родом из семьи провинциального ветеринара. Начал обучение в Вятском реальном училище, продолжил его в Пермской гимназии, из которой был исключён. С 17-летнего возраста Николай Пинегин зарабатывал самостоятельно. Поступил в Казанское художественное училище, и в 1907 году сдал экзамены в Академию художеств, но смог окончить её лишь в 1916 году. Ещё в казанский период он увлёкся арктической тематикой, в 1909 году совершил первое путешествие на Мурманское побережье Кольского полуострова. В 1910 году участвовал в походе на северную оконечность Новой Земли, во время которого познакомился с Г. Я. Седовым; в том же году выставлял свои картины на Академической выставке в Петербурге. В 1912—1914 годах участвовал в качестве художника, фотографа и кинооператора в экспедиции Г. Седова. По материалам, собранным в экспедиции, создал первый русский фильм на арктическую тематику и цикл полотен и этюдов. С 1916 года занимал должность художника Черноморского флота, заведовал художественной студией в Симферополе.
В 1920 году эмигрировал в Константинополь, далее перебрался в Прагу и Берлин, где служил театральным художником и иллюстратором. В Берлине в 1922 году при поддержке М. Горького издал свои экспедиционные дневники под названием «В ледяных просторах». В 1923 году вернулся в СССР и в следующем году принял участие в Северной Гидрографической экспедиции, совершал обзорные полёты вместе с Б. Г. Чухновским. В 1927—1930 годах возглавлял экспедицию АН СССР к Большому Ляховскому острову, где зимовал в основанной на мысе Шалаурова полярной станции. Из-за простоя экспедиционного судна в Якутию полярникам пришлось возвращаться арктической зимой самостоятельно. После возвращения Н. Пинегин работал в Арктическом институте, где основал Музей Арктики и состоял в редколлегии «Бюллетеня Арктического института». В 1932 году руководил экспедицией на ледокольном пароходе «Малыгин» к острову Рудольфа. В 1935 году арестован, «как бывший белогвардеец» приговорён к пятилетней ссылке в Казахстан, но в том же году после вмешательства К. Федина и В. Визе был освобождён, хотя и не реабилитирован. Из-за невозможности работы в академических структурах, вернулся к художественному и литературному творчеству. Скончался после продолжительной болезни, не успев завершить документальный роман «Георгий Седов». Николай Пинегин похоронен на Волковском лютеранском кладбище, тело в 1950 году было перенесено на Литераторские мостки. Имя Н. В. Пинегина носит ряд географических объектов.

## Становление. Первые путешествия (1883—1910)

### Ранние годы

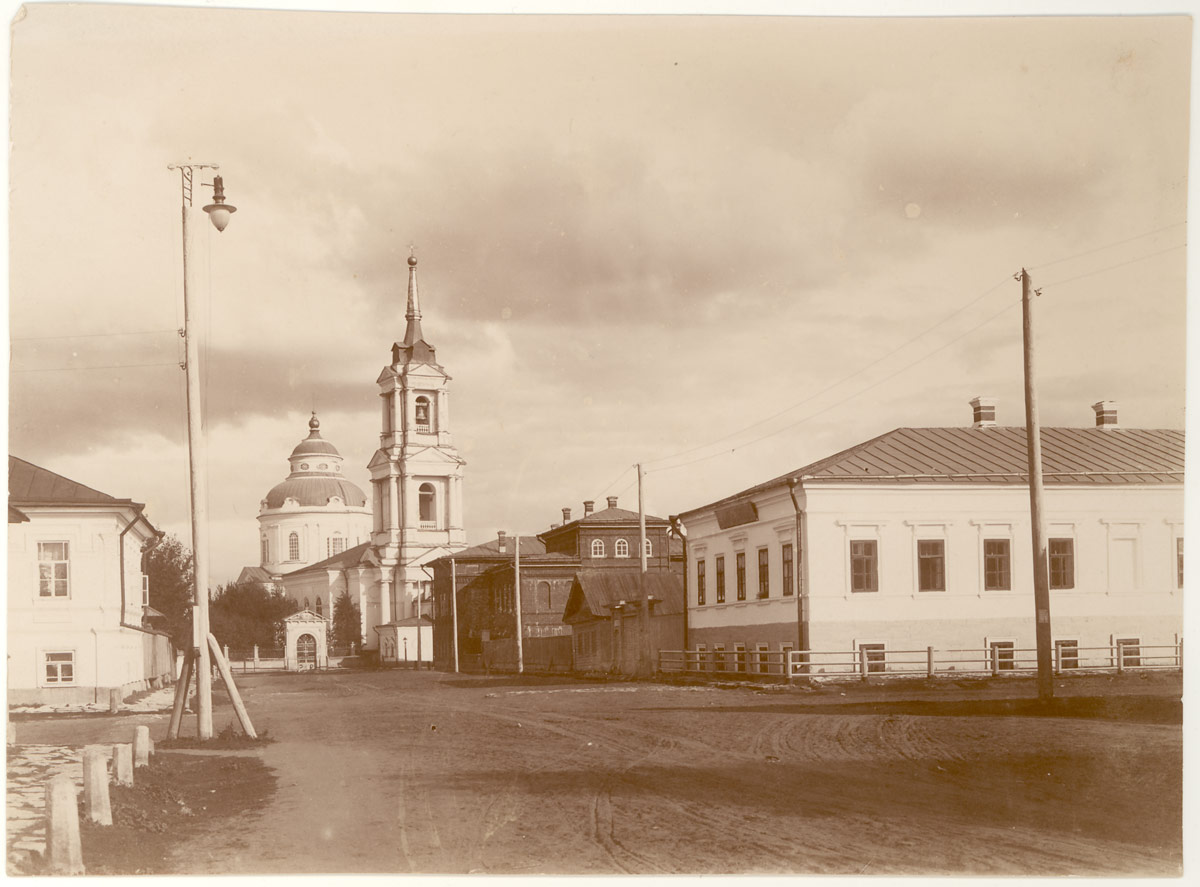
Вид на Покровскую церковь в Елабуге в начале XX века

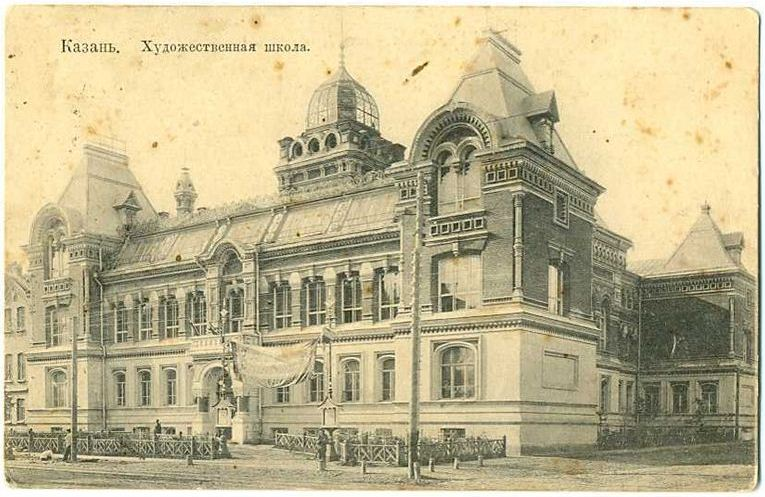
Здание Казанской художественной школы в начале XX века

Происхождение елабужской семьи Пинегиных неизвестно, фамилия не зафиксирована в уезде. Семейное предание гласило, что они состояли в родстве с купеческим семейством Шишкиных, из которого вышел известный художник. Это до известной степени объясняло художественные устремления Николая. Он родился 10 мая (по новому стилю) 1883 года в семье разъездного ветеринара Василия Пинегина и его жены Матрёны Фёдоровны. В семье было трое детей. В 1893 году Василий овдовел и вскоре женился во второй раз; в этом браке было четыре девочки. Николай, по собственным рассказам, сильно переживал; у него не сложились отношения с мачехой и в дальнейшем он не любил вспоминать об отце и своих детских годах.
Некоторое время Николай Пинегин проучился в губернском реальном училище. Далее семья перебралась в Пермь, и мальчика отдали в местную гимназию. Учился Николай плохо, давал о себе знать и характер: из пятого класса он был исключён «за неповиновение» (отказ посещать церковные службы). Наконец, в 1900 году Николай навсегда покинул семью и начал самостоятельную жизнь. Чтобы добраться до Казани, он зарабатывал писанием портретов, играл в духовом оркестре (он вообще отличался музыкальностью и имел большие способности), пристроился в передвижную труппу. В 1901 году он без экзаменов был принят вольнослушателем в Казанскую художественную школу. Сохранилось прошение Пинегина от 27 февраля 1902 года о зачислении в ряды действительных учеников IV класса и освобождении от экзаменов по арифметике и географии ввиду наличия свидетельства об окончании четырёх классов гимназии. Прошение было удовлетворено, из этого же документа следует, что в сословном отношении он числился «сыном чиновника», а его отец проживал тогда в Ножевке Пермской губернии. Пинегин упоминался в «Общем алфавитном списке» Художественной школы и в 1904—1905 академическом году; тогда он квартировал в доме Петровой на 1-й Солдатской улице.

### Путешествия 1904—1909 годов. Первые публикации

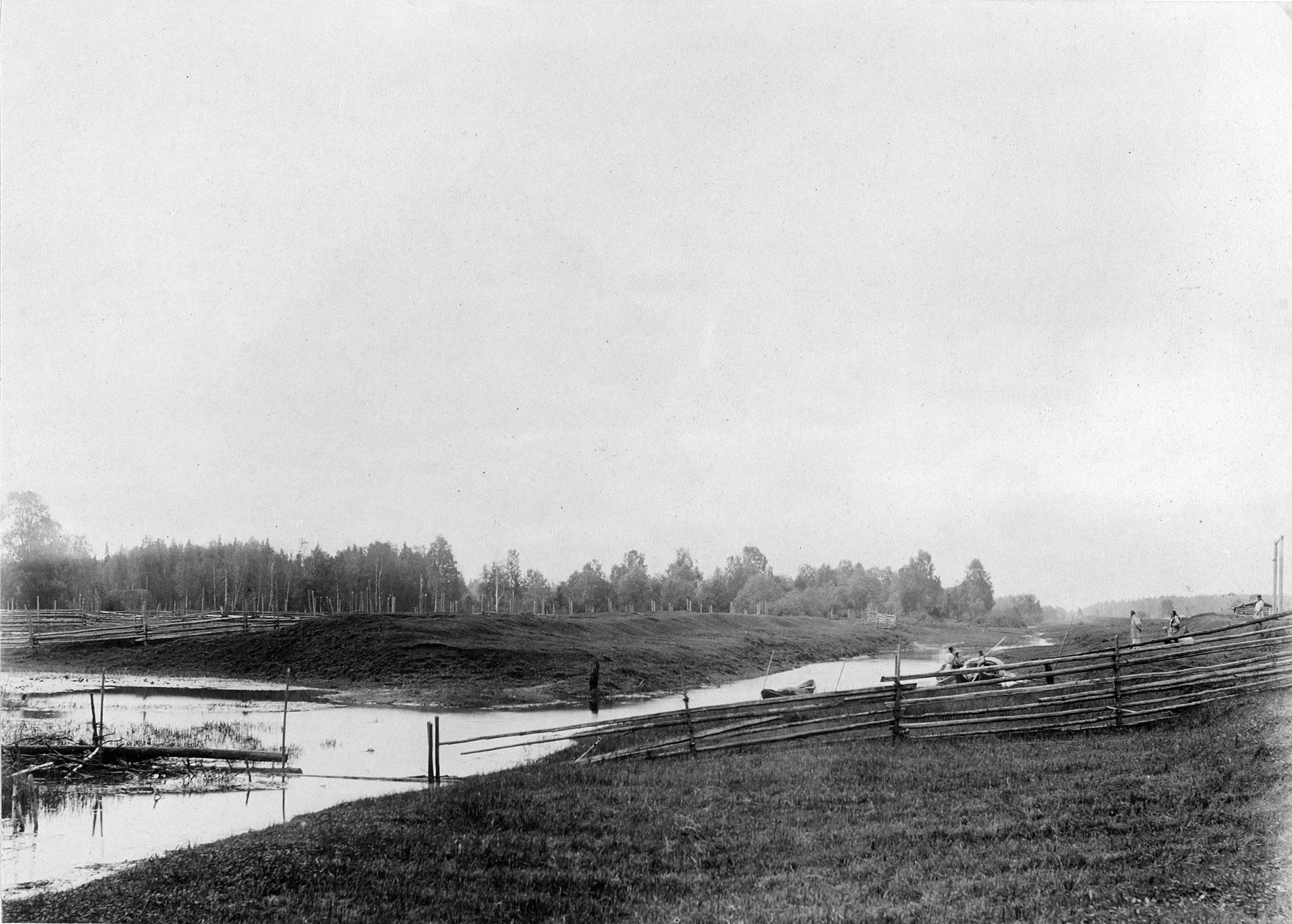
Северо-Екатерининский канал, северный вход на реке Северная Кельтма. Фото Юлия Шокальского, 1890

Исток полярных устремлений Н. Пинегина коренился в общей для русской культуры рубежа веков нордомании и популярности творчества Кнута Гамсуна. В своих записных книжках Николай упоминал, что был хорошим охотником и имел навыки выживания в дикой природе. Ещё обучаясь в Казани, он ввёл для себя режим строгой экономии, чтобы накопить денег на художественное путешествие на Север. Его планы поддержали товарищи: студент-естественник Семёнов, топограф Маросин, путеец Качалов, которые на лето 1904 года запланировали поездку. Семёнов предложил обратиться в ИРГО, и составил письмо на имя председателя — великого князя Николая Михайловича. В письме был изложен план обследования состояния Северо-Екатерининского канала, на реализацию которого молодые люди запросили карты, геодезические инструменты и 50 рублей на снаряжение. В ответном письме в субсидии было отказано («по отсутствию сведений о способностях указываемых вами лиц к производству намеченных исследований»), однако экспедиция была принята под покровительство Географического общества и получила официальное письмо, обязывающее местные власти содействовать молодым людям. Припасы закупили на сэкономленные средства, а палатку одолжили у знакомого землемера. Товарищи добрались до Усолья, где купили у местного жителя за три рубля лодку, на которой двинулись далее. Лодку обычно тянули бечевой. О своих впечатлениях молодой путешественник писал так:

За устьем Колвы, попав сразу в очень редко населённые места, мы были предоставлены собственным силам. Пора мечтаний о приключениях и героических подвигах прошла, настало время будничной простой работы. Ежедневно мы добросовестно тянули в течение двенадцати часов тяжёлую гружёную лодку, бранясь, лезли в воду стаскивать лодку с бесчисленных мелей, перебредали по пояс речонки и ручьи и, окружённые тучами комаров и мошки, пытались заниматься съёмкой и зарисовками. <…> Вся дичь, на которую мы рассчитывали, попряталась. Мы брели с утра до вечера мокрые до нитки, прозябшие и сумрачные. На остановках разжигали костры, пытаясь сушиться. И мрачно хлебали тюрю из сухарей, заправленную кусочками масла.
Поход (громко названный «Волжско-Двинской экспедицией») завершился трагически. Сначала в деревне Канавная местные жители решили, что молодые люди везут золото, — здесь пригодилось официальное письмо. На следующий день, снаряжая патроны, Пинегин поранил руку при взрыве пороха на машинке для набивания (один из пальцев навсегда остался изуродованным). Его отправили в Чердынь пароходом, долечиваться пришлось у родных в Перми. Семёнов решил вернуться вместе с ним; через два дня после их отъезда Маросин получил смертельное ранение из собственной двустволки, которую повесил на плечо взведённой. Качалов был заподозрен в его убийстве и лишь после долгих проволочек мог вернуться домой. Пинегин не охладел к Северу, но пришёл к выводу, что нужно повышать уровень собственных знаний и тщательно готовиться к походам.

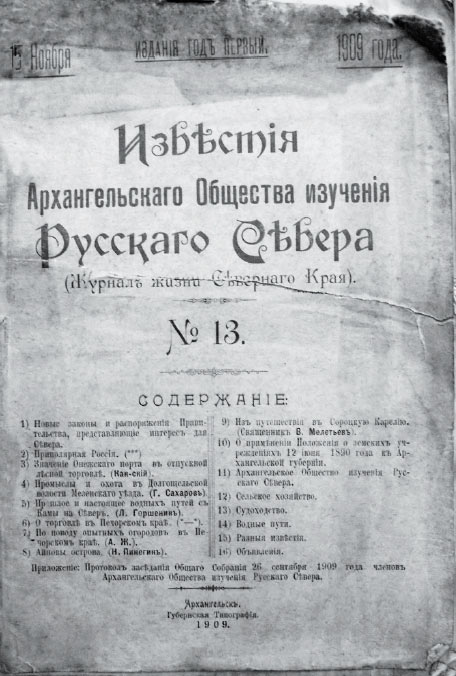
Первая публикация Николая Пинегина

Два года после возвращения оказались для Пинегина тяжёлыми в финансовом плане. Чтобы заработать, в 1906 году он сумел устроиться чертёжником на Китайско-Восточную железную дорогу, а в 1907 году перебрался в Саратовскую артель землемером. Он продолжал интенсивно рисовать и продолжил обучение в Высшем художественном училище при Императорской Академии художеств. Летом 1909 года Пинегин отправился к родным в Архангельск. Здесь он вошёл в состав недавно основанного Общества изучения Русского Севера; председатель А. Шидловский выписал молодому художнику рекомендательные письма, открытый лист на лодки и предоставил бесплатный проезд до Мурмана. На пароходе «Николай», специально предназначенном для командировок официальных лиц, Николай Васильевич прошёл по Белому морю и Кольскому побережью, совершил множество зарисовок и написал обстоятельный отчёт. Кроме того, в «Известиях Архангельского общества изучения Русского Севера» в 1909 и 1910 годах были опубликованы два очерка: «Айновы острова» и «Из сказок Лапландского Севера». После публикации в журнале «Солнце России» очерка «В стране полуночного солнца» в 1910 году Николай Пинегин получил гонорар в 100 рублей и, присоединив к ним двадцатирублёвые сбережения, вновь отправился в путешествие.

### Путешествие на Новую Землю

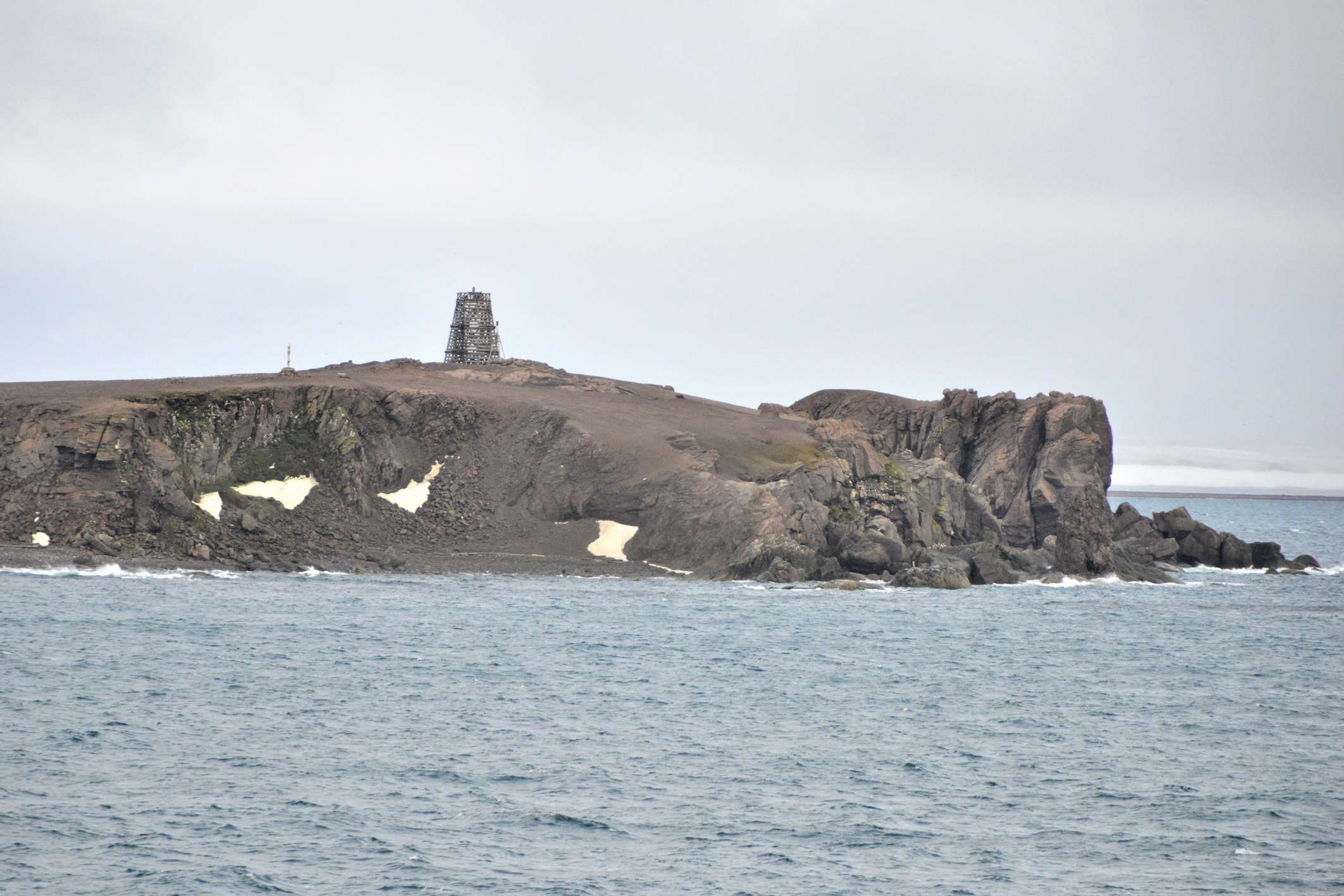
Мыс Желания в 2014 году

В начале 1910 года Пинегин являлся студентом батального класса Академии художеств, работая под руководством профессора Н. С. Самокиша. Обретя средства, летом 1910 года первым же рейсом Архангельско-Мурманского срочного пароходства художник отплыл на Северный остров Новой Земли. На пароходе «Святая Ольга» (по другой версии, «Великая княгиня Ольга Константиновна») в тот сезон отправлялись плотники для постройки базы в Крестовой губе и гидрографы для описания этой же бухты. Командой Главного гидрографического управления руководил лейтенант флота Георгий Яковлевич Седов, который отбыл в экспедицию через два дня после собственной свадьбы. 21 июля учёные и примкнувший к ним Николай Пинегин обосновались на берегу в дощатом бараке. В таких условиях ему предстояло прожить в течение трёх месяцев. Сразу стало понятно, что выживание в Арктике требует особой предусмотрительности: пришедший 31 числа пароход «Николай» принёс вести, что становище рыбопромышленника Масленникова в Мелкой губе вымерло в полном составе. Далее Николай Васильевич по приглашению командира посыльного судна флотилии Северного океана «Бакан» совершил «прогулку» до мыса Желания. По пути, в Южной Сульменевой губе Пинегин впервые видел стекающий в море ледник и стал свидетелем образования айсберга. С разрешения командира офицеры «Бакана» расстреляли вновь возникший айсберг из пушки. На Малом Заячьем острове команда встретила норвежцев-браконьеров, которые бежали, бросив на берегу заготовленные сало и шкуры, которые были доставлены на борт, опечатаны и описаны ревизионной комиссией. У самого мыса Желания Пинегин впервые наблюдал «ледяное небо» — отражение сплошных полей пакового льда на низкой облачности.
Вернувшись в Крестовую губу 18 августа, Пинегин столкнулся с голодом: он сам превысил скудный бюджет, а на берегу в команде плотников не хватало продовольствия, начались и первые случаи цинги. Николай обратился за помощью к лейтенанту Седову, чья партия располагалась в семи верстах западнее. С этого началась их дружба, которая определила жизненный путь и занятия Николая Пинегина. Пароход «Святая Ольга» с припасами и топливом для зимовщиков подошёл только в конце сентября, и Пинегин с Седовым вернулись на его борту в Архангельск. Пинегин в очередной раз убедился, что годится для профессии полярника, обладая необходимой выносливостью, скоростью принятия решений и способностью ориентироваться на местности. Нашлось время заниматься живописью: новоземельские этюды были выставлены на Академической выставке в Петербурге. Художник был замечен, и один из этюдов — «Снег в бухте Вера» — был репродуцирован в популярном журнале «Нива» (№ 21 за 1911 год). К тому времени Николай Васильевич был женат, имел трёх детей, и заработков постоянно не хватало. Летом 1911 года он вновь отправился геодезистом на КВЖД и занимался нивелировкой железнодорожного пути между Харбином и станцией Маньчжурия.

## Экспедиция Седова к Северному полюсу (1912—1914)

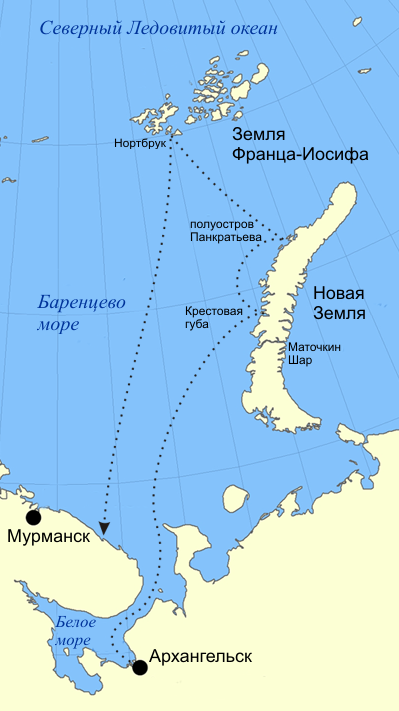
Карта-схема экспедиции Седова

### Первая зимовка
После возвращения с Новой Земли Пинегин не потерял связи с Г. Я. Седовым, бывал у него на квартире и обсуждал планы экспедиции к Северному полюсу. Николай Васильевич оказался первым приглашённым к участию в будущем предприятии, причём когда он в мае 1912 года отбыл в Архангельск на заработки и на этюды, то был совершенно уверен, что экспедиция не состоится. В Архангельске художник встречался с геологом В. Русановым, который отговаривал его от работы с Седовым и предлагал место в своей экспедиции на Шпицберген. Однако всё решила телеграмма Седова, которой Пинегин срочно командировался в Петербург для закупки недостающего снаряжения, поскольку А. С. Суворин согласился спонсировать проект. Экспедицию снаряжали в крайней неразберихе, Морское министерство аннулировало ставку радиста, и с трудом добытый Седовым радиотелеграф пришлось оставить на берегу. 19 августа (по новому стилю) 1912 года выяснилось, что экспедиционное судно «Святой мученик Фока» перегружено, и портовые власти не выпускают его из Архангельска. Г. Седов распорядился выбросить часть провианта и снаряжения, в том числе примусы. Впрочем, была оставлена кинокамера, с которой предстояло обращаться Пинегину. 24 августа уволились капитан, его помощник, штурман, механик с помощником и боцман «Фоки», после чего в кратчайший срок пришлось нанимать новую команду. По списку, приведённому Пинегиным, команда составила 22 человека.

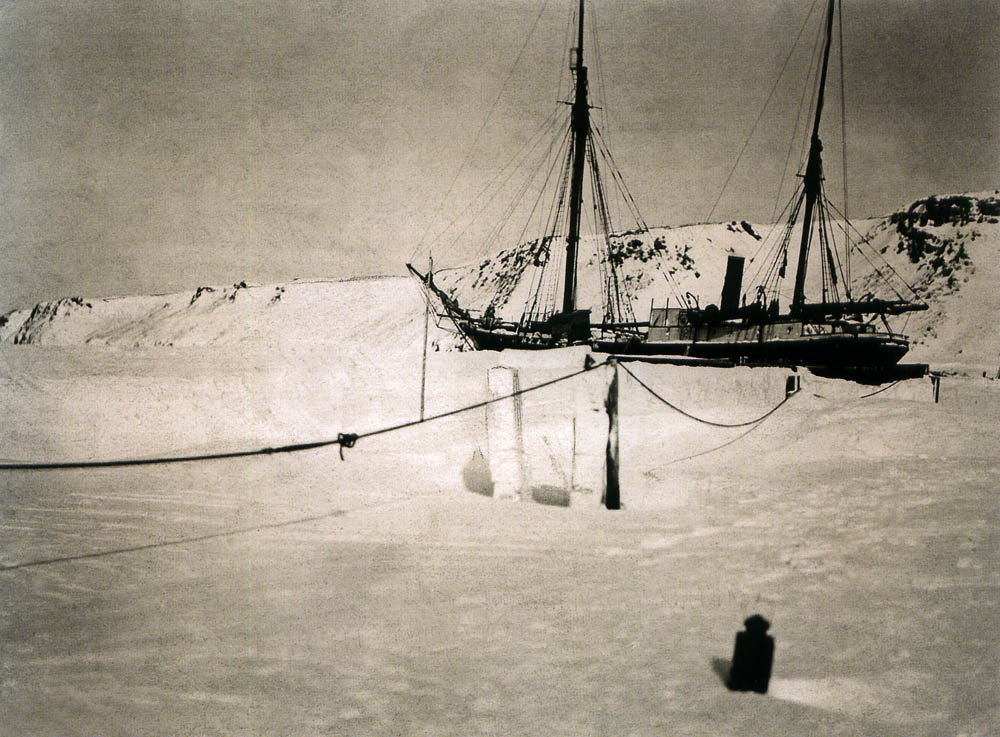
Зимовка судна «Святой мученик Фока» возле Новой Земли. Хорошо виден канат для передвижения учёных на метеостанцию в ненастную погоду. Снимок сделан при лунном свете

Экспедиция отошла от пристани в три пополудни 27 августа 1912 года, и после дозагрузки в устье Северной Двины, «Святой Фока» пошёл на север, имея запас угля на 23 — 25 дней хода. Из-за тяжёлых штормов Седов решил зайти в Крестовую губу, где имелся астрономический знак: предстояло проверить ход судовых хронометров. После стоянки 9 — 12 сентября экспедиция двинулась в ледовые поля. 28 сентября старое судно было затёрто льдами, что означало вынужденную зимовку. Базой стала безымянная бухта полуострова Панкратьева. Если с провиантом ситуация обстояла неплохо — запасов было взято на три года, — то угля осталось всего 25 тонн, что компенсировалось обилием плавника — стволов сибирской древесины, вынесенных морем. У экспедиционеров была как русская зимняя, так и ненецкая меховая одежда, а также костюмы эскимосского образца. Для утепления жилья верхнюю палубу засыпали землёй и покрыли досками; люки были обиты войлоком. Офицеры и учёные имели, кроме спальных кают, рабочие помещения. Окончательно обустроились к 2 октября. Пинегин, помимо своих художественных и кинематографических обязанностей, был назначен ассистентом-метеорологом. Не обходилось без курьёзов. 30 октября Пинегин писал в дневнике:

Я работал недалеко от судна. Не желая складывать оружия, я делал этюд сибирской собаки. Мне оставалось работы не больше, чем на полчаса, когда руки стали коченеть. Я ушел на судно немного отогреться. Вернулся минут через десять. Подходя к этюдному ящику, оставленному на снегу, я заметил, что собака из безымянных архангельских стремительно бросилась от ящика. Подхожу в недоумении, что она тут делала? Проклятие, что с моей работой! Где краски с палитры? — Она вылизана дочиста, а почти готовый этюд попал на завтрак голодному псу! Смеяться или досадовать? Кому пришло бы в голову, что краски, перетёртые на нефти, могут сойти за съедобное даже для вечно голодного пса?
Декабрьские записи художника пессимистичны, он признавался, что депрессия полярной ночи именно такова, какой её описывали участники предыдущих полярных экспедиций. Январь — февраль ознаменовались сильнейшими морозами до минус 50 °C, ранее такие температуры не предполагались для Новой Земли. Заря появилась 9 февраля 1913 года, а первый солнечный свет увидели 18 февраля. 18 марта Седов с Пинегиным за шесть дней обследовали Южные Крестовые острова, расположенные к западу от места зимовки. Они убедились, что на вновь открытом острове Пинегина имелось становище поморов. Из-за ледовой обстановки дальнейший поход оказался невозможен. Зимовка показала, что большинство ездовых собак не годилось для нужд экспедиции. Когда потеплело, Пинегин с матросом Линником между 5 — 18 мая обследовал морскую сторону островов Панкратьева, Назимова, Большого Заячьего и других. На базе самыми тяжёлыми были научные наблюдения, которые производились каждые два часа, причём снятие показаний приборов отнимало примерно четверть часа. Приходилось работать и в помещениях, и на открытом воздухе, а также фиксировать высоту приливов, записывать форму и направление облачности, северных сияний, осадков.
Поводом для пессимизма также была крайне тяжёлая психологическая обстановка в экспедиции. Немалую роль играла классовая рознь, когда офицеры и учёные с презрением относились к рядовому составу команды, а матросы периодически отказывались исполнять несправедливые, по их мнению, приказы начальства. В присутствии Седова с его авторитетом конфликты носили вялотекущий характер и вспыхивали в его отсутствие. На Новой Земле, пока командир был в отъезде, капитан Н. Захаров воспретил богослужение в кают-компании на том основании, что у него не было взято разрешение. Врач П. Кушаков был командирован Седовым на съёмку острова Крестового, не имея необходимых навыков. Результаты его работы вызвали издевательские комментарии, в частности, Пинегин изобразил его на карикатуре «смотрящим в секстант, поставленный раком, на звёзды и ордена на небе». Кушаков немедленно вызвал художника на дуэль, и Г. Седову пришлось пригрозить отправкой одного из них на родину в сопровождении матроса.

Николай Пинегин в экспедиции Седова
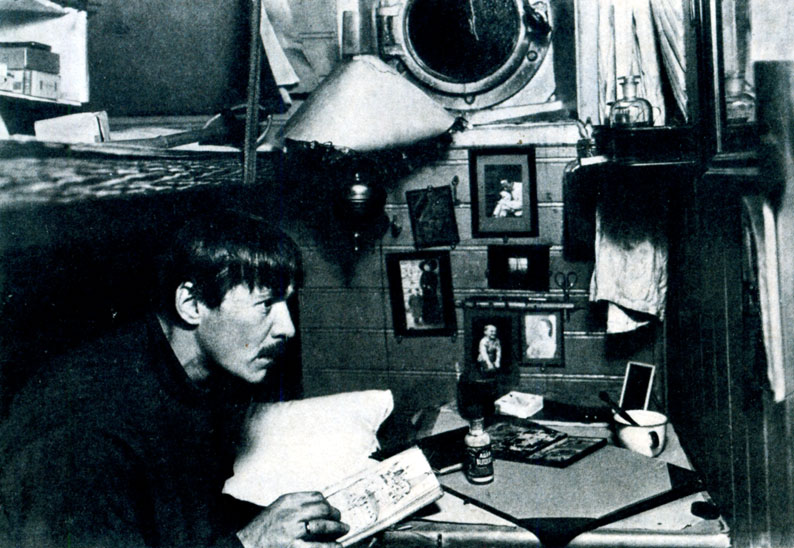
Н. В. Пинегин в своей каюте на судне «Святой Фока»
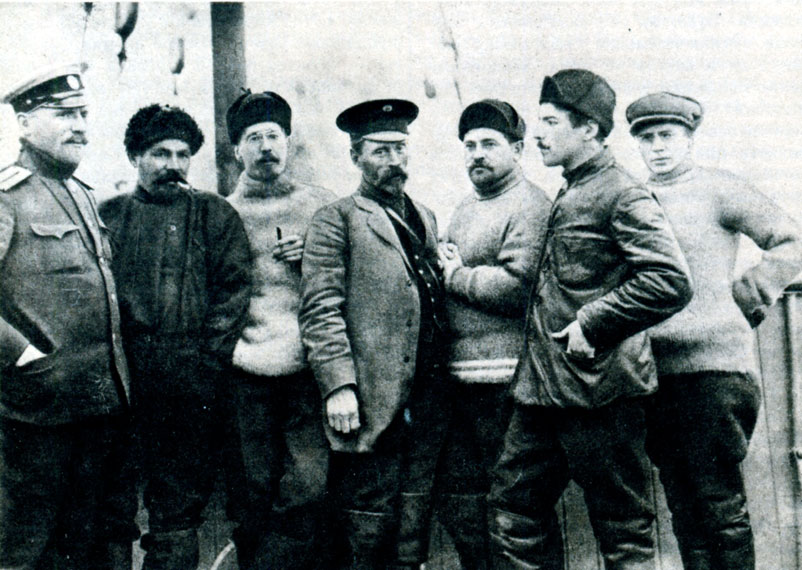
На судне «Святой Фока». Слева направо: начальник экспедиции Г. Я. Седов, штурман Н. М. Сахаров, геолог М. А. Павлов, капитан судна Н. П. Захаров, П. Г. Кушаков, Н. В. Пинегин, В. Ю. Визе
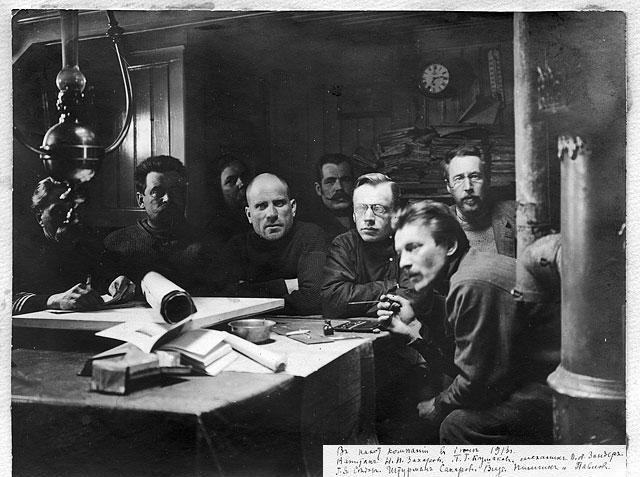
В кают-компании «Святого Фоки». Справа налево: Н. В. Пинегин, М. А. Павлов, В. Ю. Визе, Н. М. Сахаров, Г. Я. Седов, М. А. Зандер, П. Г. Кушаков
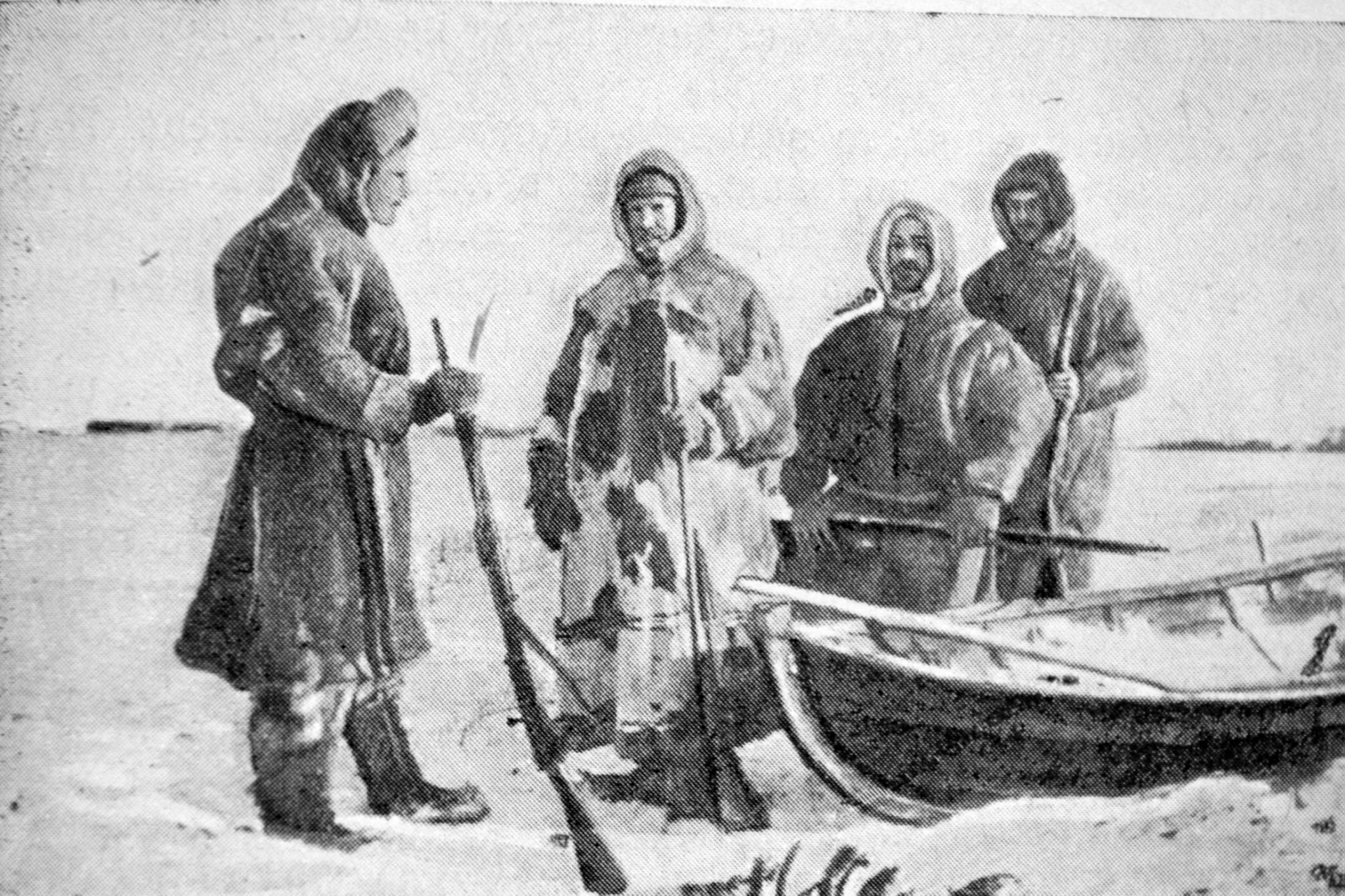
Санная партия Седова

К середине лета 1913 года «Фока» всё ещё не освободился изо льда. Обстановка на борту была почти невыносимой из-за конфликта начальника экспедиции Седова и капитана судна Захарова. 3 июля капитан Захаров, плотник М. Карзин, а также цинготные больные — помощник механика М. Зандер, В. Катарин и Ю. Томиссар — отправились в Крестовую губу, чтобы передать почту в Архангельск. Седов просил комитет экспедиции отправить на Землю Франца-Иосифа судно с углём, припасами и дополнительными ездовыми собаками. По неизвестным причинам группа Захарова не пошла в Крестовую губу, преодолела 450 км до Маточкина Шара и вернулась рейсовым судном в Россию. Пинегин в своём отчёте ошибочно писал, что Зандер скончался от цинги (в действительности он дожил в Латвии до 1941 года). Из-за позднего прибытия группы Захарова просьба Седова осталась без ответа, что ставило экспедицию в крайне тяжёлое положение. Пока шло ожидание, Пинегин активно снимал окрестности зимовья и 24 августа сумел зафиксировать охоту медведя на нерпу. После этого медведь сам стал добычей пинегинских собак. Эти материалы, не вошедшие в фильм об экспедиции, вновь были обнаружены в Ленинграде в ноябре 1937 года. Во время зимовки Г. Седову удалось совершить топографическую съёмку всего северного побережья Северного острова Новой Земли. Однако затянувшаяся зимовка сорвала политический план — достижение полюса к 300-летию дома Романовых.

### Вторая зимовка

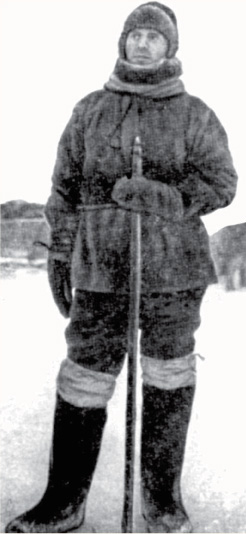
Седов перед выходом в последний поход. Фото Н. Пинегина 13 февраля 1914 года

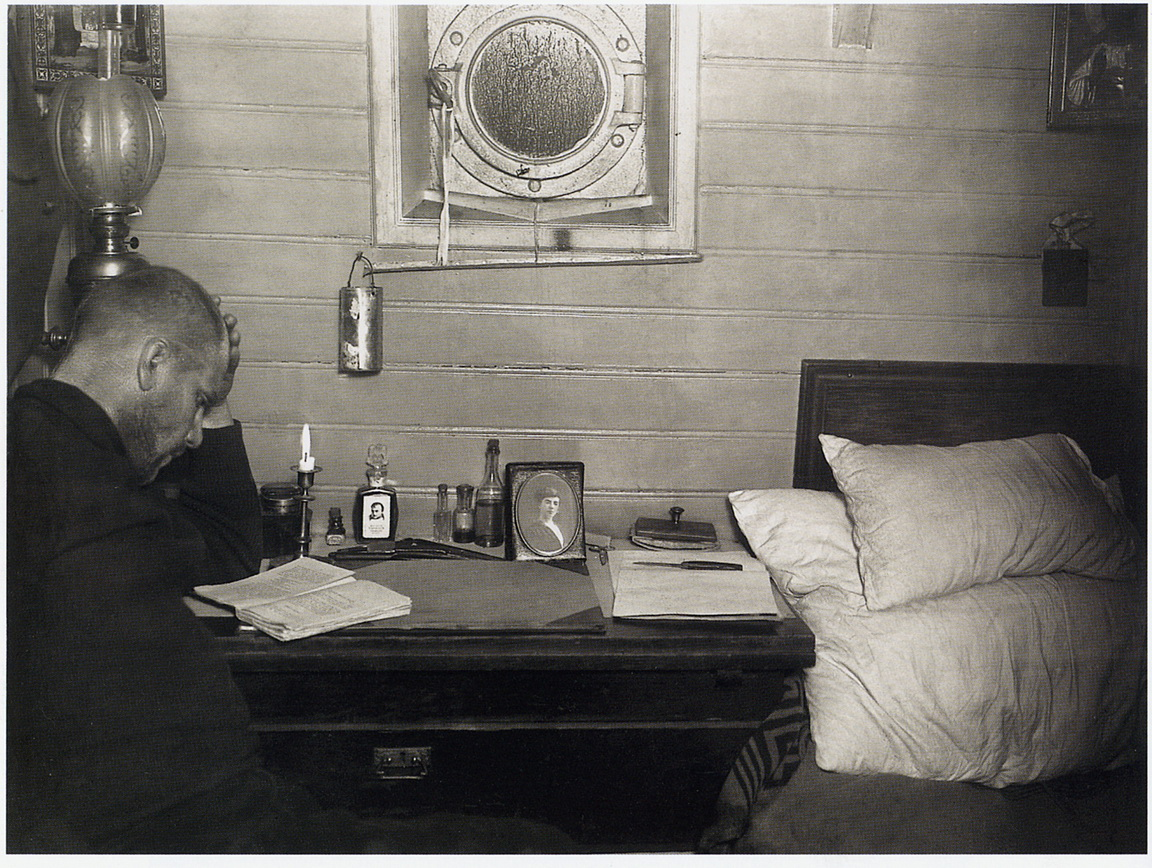
Георгий Седов в своей каюте

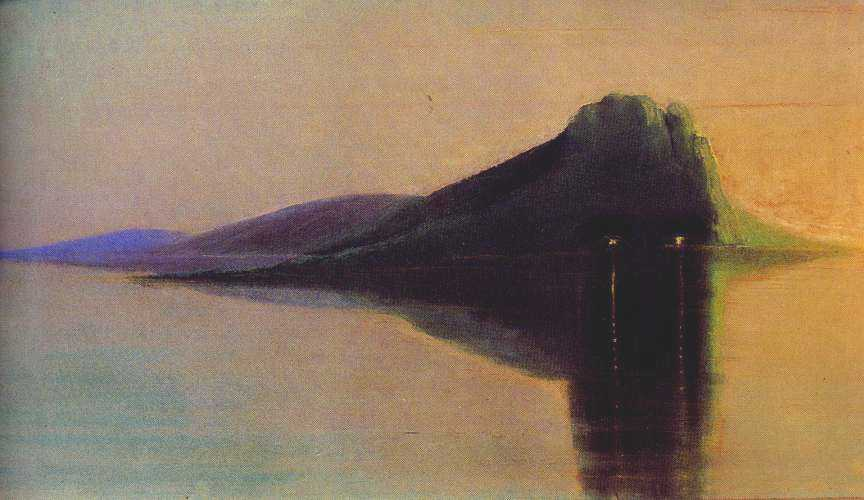
М. Чюрлёнис. Покой. 1904. Бумага, пастель. 42,2 × 72,7 см. Музей Чюрлёниса (Каунас)

К концу августа 1913 года из-за дождливой погоды льды оказались сильно изъеденными, и можно было попытаться начать движение к Земле Франца-Иосифа. Однако ледовые поля вскрылись только 3 сентября. Срочно были разведены пары, в восемь часов вечера «Фока» покинул гавань, неофициально названную в его честь. К моменту прибытия на мыс Флора (13 сентября) запас угля почти иссяк. Команда рассчитывала на склад, заложенный для похода «Ермака» адмирала Макарова в 1899 году, но оказалось, что эти запасы были использованы американской экспедицией Фиала. Пинегин с киноаппаратом высадился на берег для съёмки моржей и предложил использовать их ворвань как замену углю. Зимовка на острове Нортбрук была признана бесперспективной. 18 сентября «Фока» столкнулся со сплочёнными ледовыми полями. 19 сентября началась вторая зимовка на острове Гукера. Поскольку в избранной бухте не было ни одного ледового сжатия, начальник назвал её Тихой. Здесь был примечательный ледяной купол, напомнивший Пинегину картину «Покой» М. Чюрлёниса, и мыс в новооткрытой бухте получил имя в честь художника.
На борту судна осталось не более 300 кг угольной крошки, некоторое количество моржовой ворвани, а также порожние ящики и бочки, годные для сожжения в печке. Одной из причин отсутствия топлива было то, что во время отсутствия Седова в предыдущую зиму офицеры жгли уголь в печках своих кают, устраивая «невыносимую жару» (примерно 25—30 °C). Таким образом, было сожжено около 400 пудов угля. Многие представители командного состава требовали у командира возвращения в Архангельск. Штурман Сахаров и врач Кушаков устроили драку, затем Кушаков избил матроса Линника, что вызвало возмущение команды.
В начале зимовки Пинегин, возвращаясь с одиночной экскурсии к острову Скотт-Келти, провалился под лёд в двух километрах от судна (при температуре воздуха −17 °C и воды −1,8 °C), но сумел выбраться. Обошлось без последствий, не было даже насморка. Однако уже 13 ноября в дневнике Пинегина отмечается начало цинготной эпидемии на борту — последствие неправильного подбора провианта. К 22 ноября поражены цингой оказались буфетчик и повар, к 25 декабря жертвой цинги стал и Седов. Празднование нового, 1914 года, прошло уныло: Пинегин отмечал в дневнике, что здоровых на борту осталось только семь человек, включая его самого, учёного Визе, матросов Пустошного и Линника. В январе обычной забортной температурой было −36 °C, тогда как в жилых помещениях по ночам она падала до −6 °C, и лишь в кают-компании держалась на уровне пяти градусов выше нуля. Носовой кубрик был упразднён, матросы жили вместе с офицерами. 13 января Пинегин гулял при штормовой погоде с ветром 16 м/с.
План заболевшего Седова по достижению Северного полюса Пинегин охарактеризовал в дневнике так:

Попытка Седова безумна. Пройти в пять с половиной месяцев почти 2000 километров без промежуточных складов с провиантом, рассчитанным на пять месяцев для людей и на два с половиной для собак? Однако, будь Седов здоров, как в прошлом году, — с такими молодцами, как Линник и Пустошный, на испытанных собаках он мог бы достичь большой широты. Седов фанатик достижений, настойчив беспримерно.
Никакие уговоры не действовали на командира. После тяжёлого разговора с Пинегиным он сказал: «Всё это так, но я верю в свою звезду». Не удалось отправить вспомогательную партию с припасами — не осталось здоровых матросов. Врач Кушаков (ветеринар по образованию) успокаивал Седова тем, что отёки ног вызваны не цингой, а ревматизмом. 13 февраля командир попросил Пинегина сфотографировать его — это была последняя фотография Г. Я. Седова. 15 февраля больной начальник вместе с Пустошным и Линником выступил на север с 20 собаками на трёх нартах. До мыса Маркема их сопровождали Визе и Пинегин. 18 марта на судно вернулись крайне измождённые матросы, которые сообщили о смерти Седова, последовавшей 5 марта 1914 года. Они часто сбивались с пути и даже не смогли толком объяснить, в каком месте похоронили тело Георгия Яковлевича. 25 марта, исполняя приказ покойного командира, Пинегин и плотник Инютин совершили поход на мыс Флора. На переход от бухты Тихой им понадобилось два дня. Николай Васильевич посетил «Дом Эйры», оставшийся от экспедиции Ли Смита. Далее Пинегин и Инютин привели в порядок одну из хижин на мысе и попытались найти для товарищей необходимые припасы, в том числе табак. Ко времени их возвращения большинство членов команды благодаря охоте на медведей излечилось от цинги.

### Возвращение

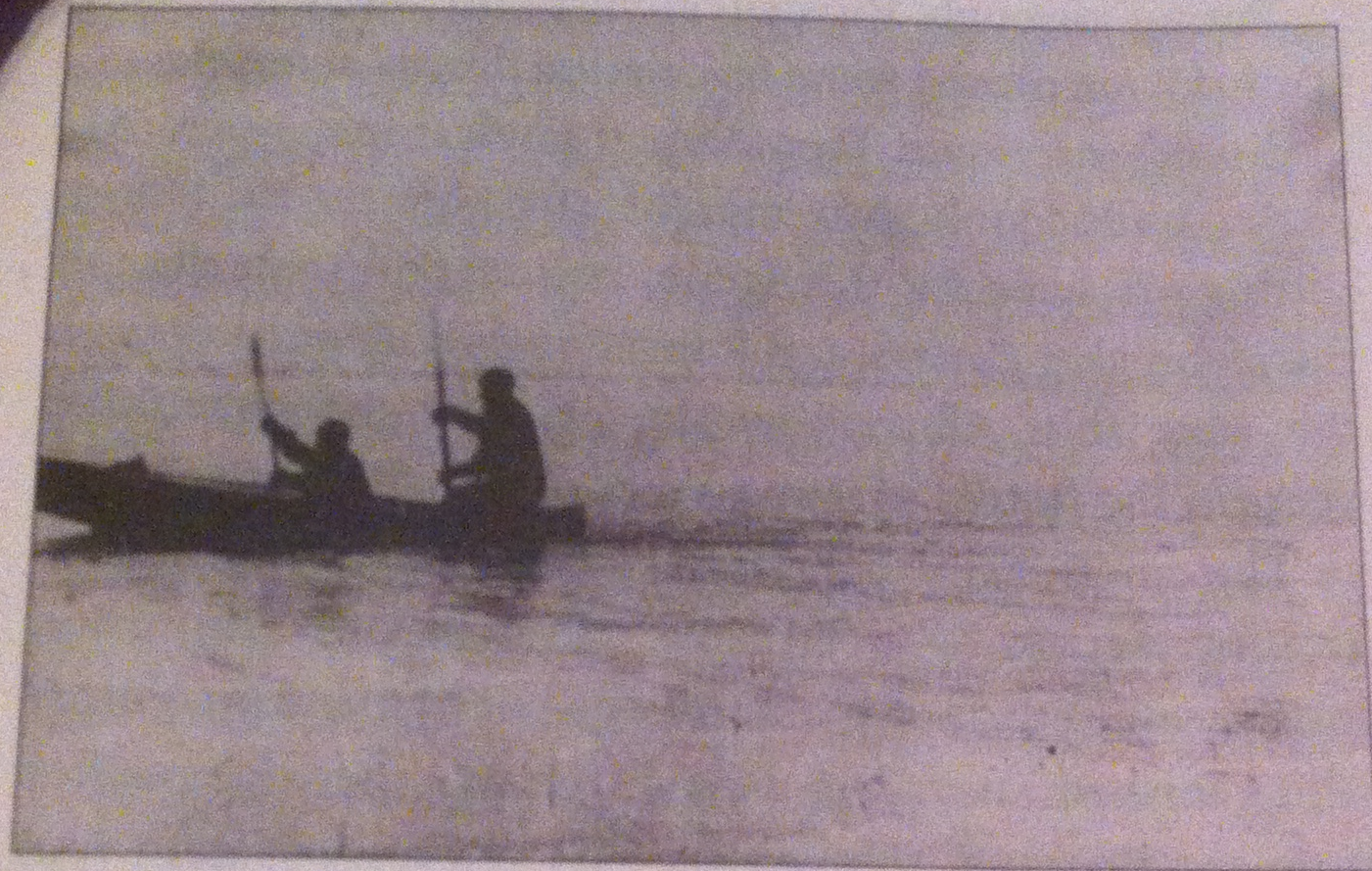
Штурман Альбанов и матрос Конрад плывут на каяке к «Св. Фоке»

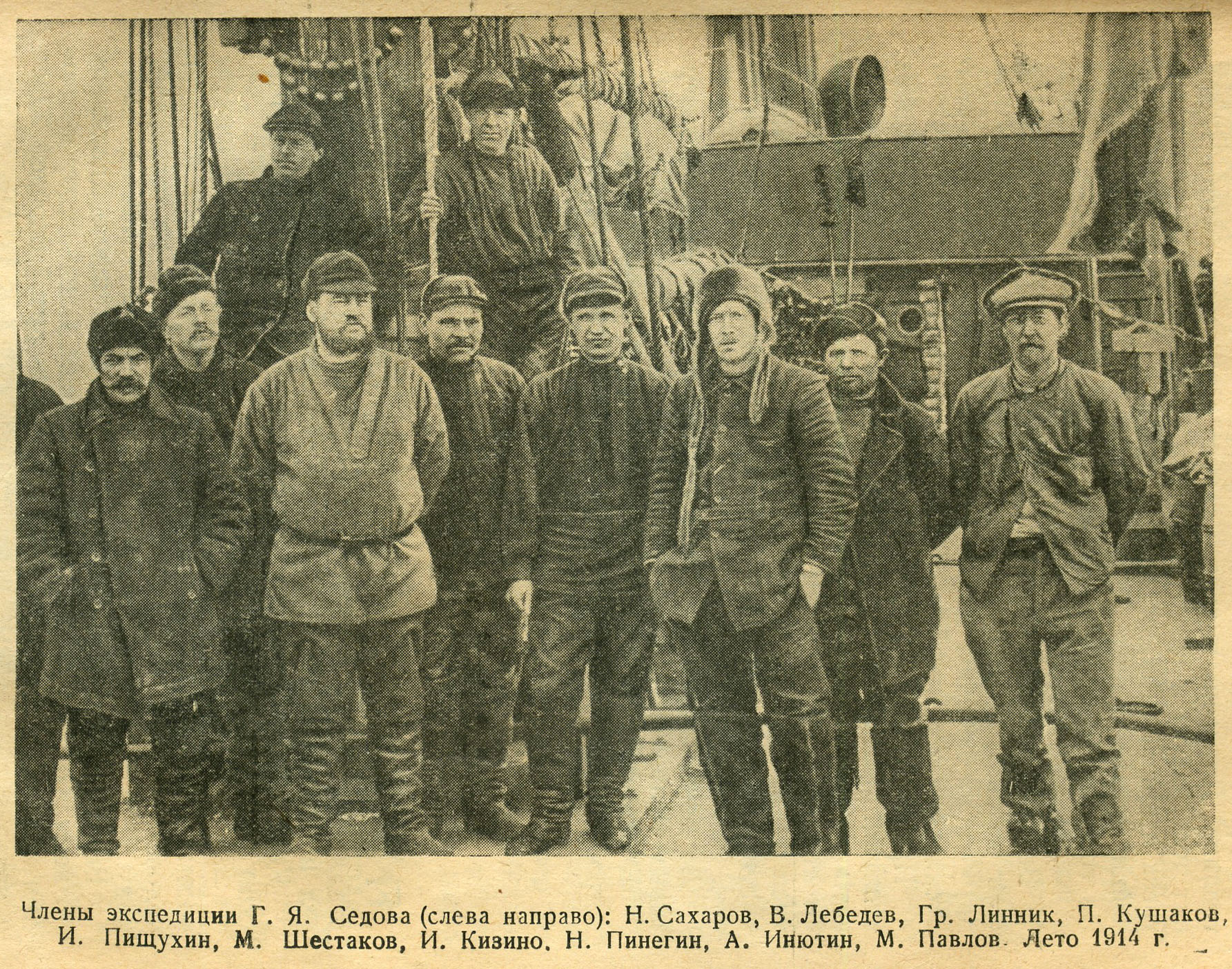
Команда «Св. Фоки» после возвращения

К середине июля команда была готова к возвращению: были сняты и распилены на топливо стеньги и фальшборт. Результаты научных работ были запаяны в цинковые ящики на случай, если придётся бросить судно и идти на баркасе. После гибели Седова командование взял на себя второй помощник Николай Сахаров, а В. Визе и Н. Пинегин стали его заместителями. В середине июля команду отрядили пилить лёд, а разразившийся 25-го числа шторм взломал паковые поля. Якорь подняли 30 июля в десять часов утра. Было решено плыть северным путём, однако почти сразу у острова Скотт-Келти судно село на мель. Чтобы максимально разгрузиться, слили 35 тонн пресной воды и выбросили двухтонный якорь с цепью. Вскоре ледовое поле стащило корабль на воду. В окрестностях мыса Флора Пинегин работал за штурмана, поскольку знал эти места. За это время было добыто три моржа и два тюленя, жир которых дополнял древесину в топке парового котла. У мыса Флора 2 августа команда заметила людей, приближающихся на каяке к борту судна. Это был штурман экспедиции Брусилова В. Альбанов, который вместе с матросом Конрадом оставил свою экспедицию и двигался на Нортбрук. Остальные участники его санной партии погибли или бесследно пропали.
8 августа, закончив разборку береговых построек на топливо, команда «Св. Фоки» направилась на поиски людей из партии Альбанова. Обошли острова Белл и Мейбл, посетили Гавань «Эйры», давая свистки и стреляя из сигнальной пушки. Никого не найдя на мысе Гранта (Альбанов предполагал, что должны были выжить, по крайней мере, четверо), было решено идти на юг. Альбанов сохранил копию судового журнала экспедиции Брусилова и метеорологические данные до момента оставления шхуны «Св. Анна». Путевые дневники Альбанова были опубликованы Пинегиным с собственным предисловием в 1926 году. 10 августа закончилось топливо, и вскоре «Св. Фока» оказался зажат ледовыми полями. Дрейф продолжался 9 суток, а когда 26 августа открылся широкий канал, команда стала ломать все надстройки и внутренние переборки, чтобы поддерживать давление пара. Далее настала очередь бимсов — их ломали через один. После выхода изо льда экспедиция могла продолжать ход под парусами. 30 августа 1914 года «Св. Фока» пришёл в становище Рында на Кольском побережье. Оказалось, что на поиски Седова, Брусилова и Русанова направлена поисковая экспедиция. В Архангельск оставшиеся в живых экспедиционеры дошли на попутном пароходе «Император Николай II» за счёт его капитана, ибо ни у кого не было денег; «Фоку» также отбуксировали в Архангельск.

## Война, эмиграция и реэмиграция (1914—1923)

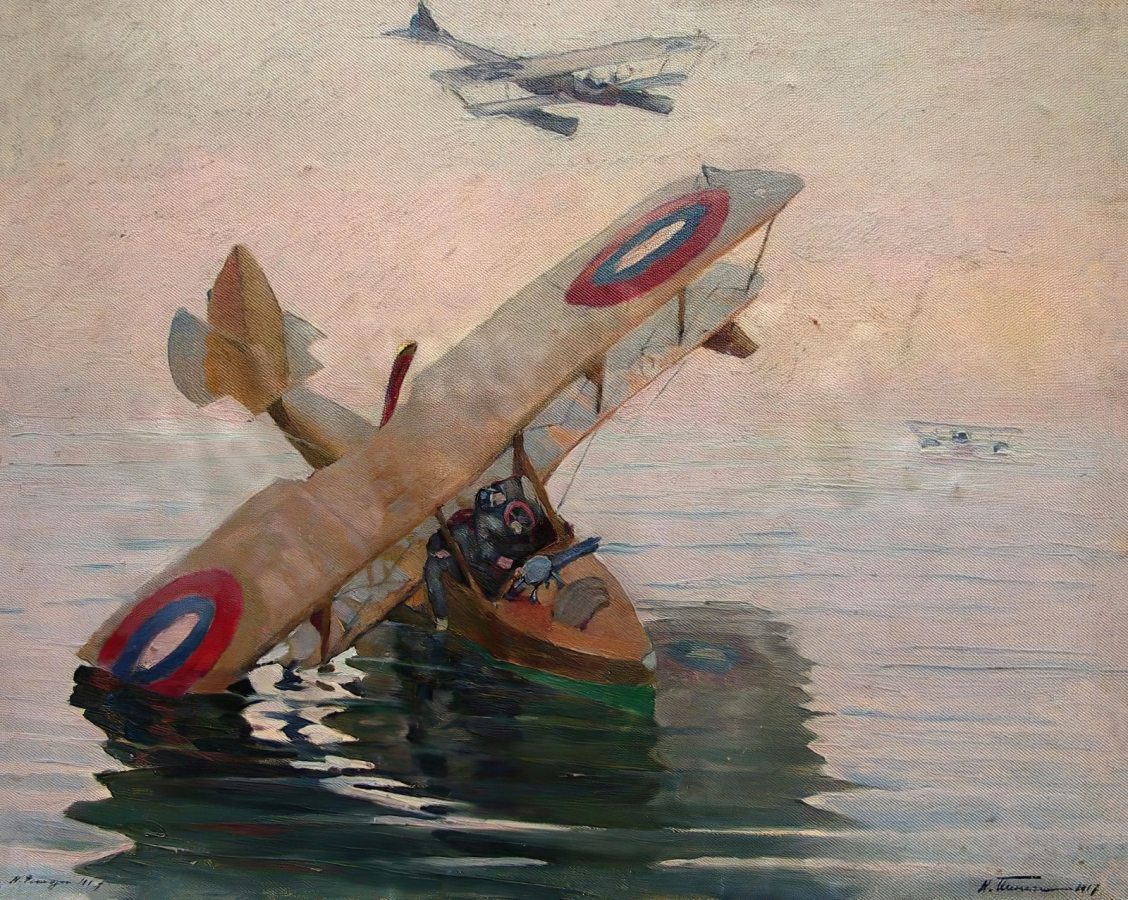
Н. Пинегин. Русский самолёт «Шестёрка», сбитый немецкими «Фоккерами». 1917. Холст, масло. 42,5 × 54 см. Центральный военно-морской музей

После возвращения в Петроград осенью 1914 года Пинегин оказался в центре внимания как первый русский художник, участвовавший в полярной экспедиции. Он смог вернуться в Академию художеств и представил серию из 58 своих этюдов на «Весенней выставке» 1915 года. «Весенние выставки» проводились по инициативе А. И. Куинджи с 1897 года специально для выпускников Академии, не состоявших в творческих объединениях. За свой этюд «Полярный покой» Николай Васильевич удостоился премии Куинджи первой степени, несколько его работ были куплены музеями и частными лицами. В 1916 году Пинегин окончил обучение в Академии художеств, но, по обстоятельствам военного времени, не стал писать дипломную картину и был принят художником-историографом в Историческую часть Императорского Черноморского флота в Севастополе. Он получил длительный отпуск для участия в Весенней выставке 1917 года (представив 13 своих работ), которая продолжалась с 12 февраля по 26 марта, и, таким образом, стал активным свидетелем Февральской революции. Благодаря своей известности Николай Васильевич даже был избран в Совет рабочих, крестьянских и солдатских депутатов (от Академии художеств), однако предпочёл вернуться в Крым. По приглашению С. Маковского Пинегин возглавил художественную студию в Симферополе. В октябре 1918 года он принимал участие в выставке «Искусство в Крыму» вместе с С. Сориным, С. Судейкиным и братьями Милиоти. Из-за гражданской войны студия в Симферополе была разогнана; в советской историографии вину за это возлагали на правительство Деникина. После этого Пинегин вернулся в Севастополь, где квартировал на Соборной улице. В 1919 году Николай Васильевич познакомился с журналистом Георгием Гребенщиковым, который 30 марта опубликовал в «Нашей газете» статью о личности и лекциях художника. Пинегин написал портрет Гребенщикова, и они вместе обратились к П. Струве (главе внешнеполитического ведомства в правительстве Врангеля) с просьбой о выезде в Европу вместе с семьями. Струве откликнулся: в сентябре 1920 года дал телеграмму на имя посла Временного правительства в Париже В. А. Маклакова о предоставлении виз. Гребенщиков с женой отбыли в Стамбул 18 сентября 1920 года (по новому стилю), тогда как Пинегин остался из-за необходимости официально оформить вывозимые картины и диапозитивы.

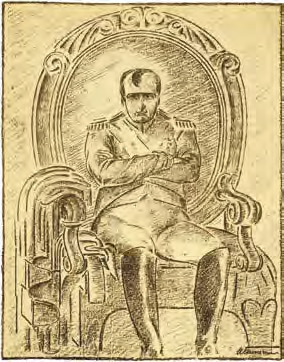
Наполеон Бонанарт. Иллюстрация Н. Пинегина к повести М. Алданова «Святая Елена, маленький остров», 1923

Прибыв в Стамбул в октябре 1920 года, Пинегин рассчитывал сразу перебраться в Париж, столицу русской эмиграции, но в действительности задержался надолго. Приходилось работать грузчиком, малевать вывески, проводить экскурсии по византийским памятникам. Именно в этот период он познакомился с И. С. Соколовым-Микитовым. В присущей ему манере, Пинегин изобразил историю их общения в виде сложной схемы, включающей три этапа — в Крыму, в Константинополе и далее в Европе. Голодной севастопольской зимой 1919 года бесприютный Соколов-Микитов заинтересовался картинами Пинегина, выставленными в Военно-морском архиве, познакомился с художником, а далее устроился матросом. Знакомство возобновилось драматически: когда пароход, на котором служил Соколов, грузился углём, моряк узнал в одном из грузчиков Пинегина. Помочь ему тогда он был бессилен.
Только в 1921 году Николаю Васильевичу удалось получить визу, но художник предпочёл направиться в Прагу. Уже находясь в городе, он узнал о мартовской публикации Г. Гребенщикова в парижской газете «Общее дело», посвящённой его собственной судьбе. Благодаря помощи знакомых, Пинегин получил заказ от чешского Национального театра на декорации к постановке оперы «Борис Годунов». Впрочем, это не исправило крайне тяжёлого материального положения эмигранта. Наконец, весной 1922 года Николай Пинегин переехал в Берлин и упоминался в письме А. Ремизова от 14 апреля. Один из рисунков художника оказался в альбоме С. П. Ремизовой-Довгелло. Общение с Пинегиным, вероятно, напомнило Ремизову его планы 1910-х годов отправиться для сбора фольклорного материала вместе с М. М. Пришвиным. Мотивы северного фольклора были использованы в рассказе «Глаголица», вероятно, обнаружилось и совпадение интересов новых знакомых. В газете «Дни» (24 декабря 1922 года) увидела свет сказка Пинегина под названием «Нойда» из давнего сборника 1910 года. Далее художник сотрудничал с издательством Е. А. Гутнова, выпускавшего журнал «Сполохи» и серию «Библиотека Сполохи». Пинегин выполнил иллюстрации к новеллам Ремизова из цикла «Красные поигрунки», однако из-за рыночных сложностей издание сорвалось. Впрочем, из-за появившихся в печати анонсов в библиографию Пинегина это издание в дальнейшем включалось. Сорвалось и иллюстрированное Пинегиным издание ремизовского «Царя Максимилиана» (издательство «Век культуры»). В результате самым успешным берлинским проектом Николая Васильевича осталось иллюстрирование заключительной книги тетралогии «Мыслитель» Марка Алданова — «Святая Елена, маленький остров», выпущенной в 1923 году издательством «Нева».
Пинегин оказался связан и с берлинским «Домом искусств», открывшимся в конце 1921 года. Однако материальное положение художника оставалось крайне сложным. Летом 1922 года при посредстве Ивана Соколова-Микитова состоялось знакомство с Максимом Горьким, который заинтересовался дневниками седовской экспедиции и предложил их опубликовать. Результатом стал выход в свет книги «В ледяных просторах», которая сразу же была замечена и литературными критиками, и специалистами-полярниками. Эта книга обратила на себя внимание Алексея Толстого. Итогом стало стремление Пинегина вернуться на новую старую Родину — в Советский Союз. Это стало возможным после обращения в Наркоминдел репортёра берлинского «Голоса России» Б. М. Шенфельда-Россова о непричастности Николая Васильевича к белому движению. В 1923 году он вернулся в Петроград, а на следующий год Госиздат выпустил первое в России издание «В ледяных просторах». Пинегин получил предложение продолжать работу по арктической тематике.

## В Советском Союзе (1924—1940)

### Экспедиции первой половины 1920-х годов
После возвращения в СССР Пинегин получил работу в Полярной комиссии Академии наук, в которой разрабатывался план дальнейших исследований Северной Земли. Планировалось отправить парусно-моторное судно летом 1924 года, но по финансовым причинам план не был реализован. Взамен Пинегин был прикомандирован к Северной гидрографической экспедиции под командование Н. Евгенова. Экспедиция на судне «Азимут» располагала гидросамолётом «Юнкерс Ю-20», пилотируемым Б. Чухновским. Главной целью экспедиции было определение возможностей регулярной морской связи Европейской России с бассейнами Оби и Енисея. Кроме того, следовало оборудовать береговые метеостанции и ряд других объектов. Экспедиция вышла из Архангельска 9 августа 1924 года и за пять суток достигла Новой Земли. Из-за постоянно штормовой погоды первый полёт Чухновский совершил только 21 августа. Итогом первых полётов стало установление совпадения теоретической дальности видимости с физической в условиях Арктики. Полёт с Пинегиным-наблюдателем состоялся 25 августа, целью был остров Мехренгина. Также следовало определить распространение льдов вдоль западного побережья Южного острова и визуально определить мели, опасные для судоходства. Квалификация Пинегина позволяла различать подводный и подлёдный рельеф по изменению цвета поверхности моря или ледовых полей. Видимость под открытой водой составляла до 25 м. Николай Васильевич также занимался аэрофотосъёмкой в экстремальных условиях: для автоматической камеры Пате не было плёнки, и работать приходилось, высунувшись из кабины пилота. По выражению самого Пинегина, «каждая съёмка была целым сражением». Много приходилось рисовать и снимать кроков местности с воздуха, в условиях, когда встречный напор ветра вырывал карандаши из рук. Всего в ходе Северной гидрографической экспедиции было совершено 12 полётов суммарной продолжительностью 13 часов и сформулированы технические требования к полярной авиации.
В 1925 году Н. В. Пинегин был приглашён в Комитет по разработке экспедиции на Землю Николая II (как именовалась Северная Земля в то время). 17 ноября он докладывал собственный план, согласно которому парусно-моторное судно должно было зазимовать у побережья Таймыра и санным путём выйти к Северной Земле. Для этого было достаточно семи человек и 30 ездовых собак с запасами на полтора года. Слабым местом всех представленных планов было отсутствие подходящего полярного судна, тогда как строительство нового или закупка его за границей требовали средств, которых не было. Пока шли согласования, Пинегин в 1926 году опубликовал в Госиздате дневник В. Альбанова с собственным предисловием, который вышел тиражом 7000 экземпляров — немалым для этого времени и тематики издания.

### Экспедиция на Большой Ляховский остров

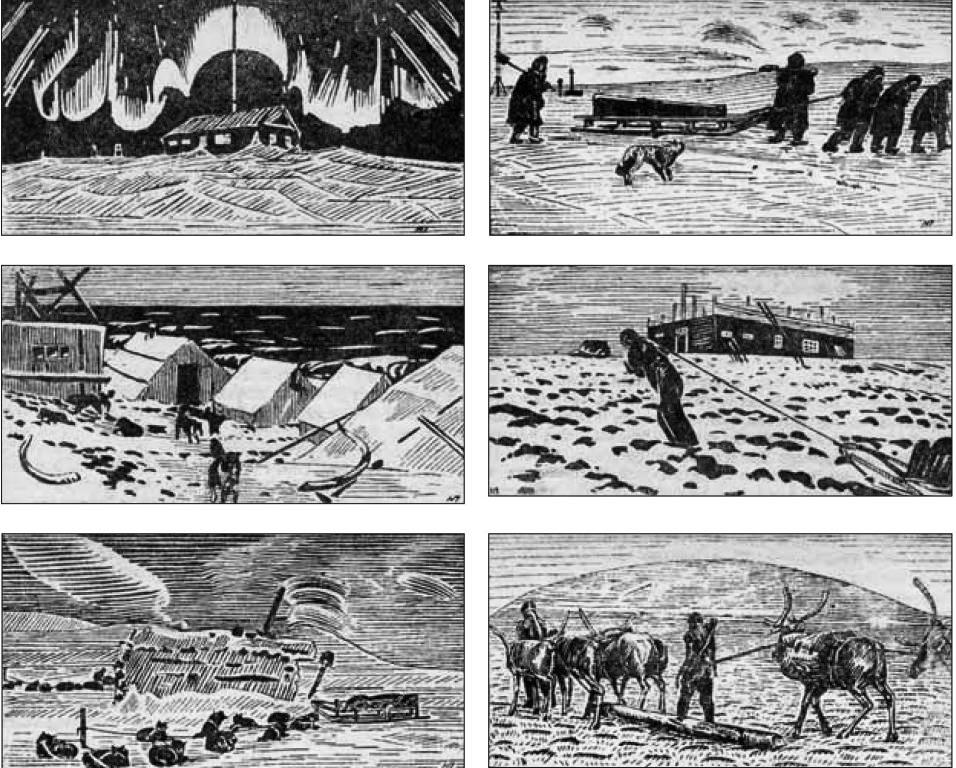
Строительство базы на Большом Ляховском острове. Заставки Н. Пинегина к книге «В стране песцов», 1927—1931. Бумага, тушь, 5,5 × 10,7 см

В начале 1927 года Комиссия по изучению Якутской АССР АН СССР поручила Пинегину основать стационарную геофизическую базу на Большом Ляховском острове, которая должна была функционировать в паре с геофизической лабораторией в Якутске. Для этого предназначалась радиостанция, работавшая как на длинных, так и коротких волнах. Предварительно база должна была расположиться на мысе Шалаурова, хотя выбор окончательного места всецело оставался в компетенции Пинегина. В состав команды вошли: геолог М. М. Ермолаев, гидролог К. Д. Тиран, географ и биолог А. Н. Смесов, радист В. В. Иванюк и моторист В. И. Ушаков.
Для достижения цели понадобилось проехать по Транссибирской магистрали и безлюдным пространствам Якутии около 24 000 километров. Для снабжения предназначалась 55-тонная шхуна «Полярная звезда» (капитан Ю. Д. Чирихин), переведённая в устье Лены из Колымы. Под командованием Пинегина шхуна дошла до Якутска, где пришлось встать на ремонт до следующего года. 20 июля 1928 года команда, ведя на буксире баржу «Тюменка», двинулась на Большой Ляховский остров. Запасшись углём в Сангар-Хае и пополнив в Жиганске припасы (в том числе сена для четырёх коров, взятых в экспедицию), «Полярная звезда» 31 июля пришла в Булун. В рыбачьем посёлке Быков мыс забрали ездовых собак, лично отобранных Пинегиным в предыдущем году. 1 августа, посетив Тикси, команда попала в сплошные ледовые поля. До 23 августа шхуна лавировала в ледовых проходах, крайне медленно двигаясь к цели. Пребывание на Большом Ляховском острове продлилось с 26 августа по 1 сентября — выгрузив группу Пинегина, шхуна поспешила уйти. У команды остался норвежский моторный бот «Меркурий Вагин», построенный под руководством О. Свердрупа. Уже через неделю склады экспедиции были завалены толстым слоем снега. Команда успела возвести сборный зимний дом и складской барак с толевой крышей. Регулярные наблюдения начались с 21 октября, а 26 ноября Президиум АН СССР отметил достижение Пинегина радиограммой за подписью президента Академии С. Ф. Ольденбурга. 2 декабря 1928 года был запущен метеорологический шар-зонд, за которым наблюдали в теодолит до высоты полутора километров, после чего он исчез из поля зрения. С этого времени начались регулярные наблюдения с отправкой результатов по радио. В марте 1929 года радиосвязь принесла неблагоприятные известия: «Полярная звезда» не вернулась в Якутск и была вынуждена зазимовать в бухте Неелова устья Лены, что гарантированно не позволяло ей совершить летний рейс на Новосибирские острова. Вспомогательное судно «Ставрополь», направленное из Владивостока, также зазимовало у мыса Северного. Это означало, что команде из девяти человек предстояло дожидаться декабря для возвращения по льду и суше. Предстояло также экономить запасы, поскольку размеры «Полярной звезды» не позволяли взять провианта и топлива больше чем на год. Из Ленинграда посоветовали оставить на станции только четверых сотрудников, которые могли бы прокормить себя охотой, а прочих отправить санным путём. Проблема заключалась в том, что для этого пришлось бы прервать научные наблюдения.
Николай Васильевич Пинегин предложил отправить двух человек, а остальным сократить рацион и время на отдых. С 1 апреля был сокращён паёк, на котором команда держалась до декабря. Чуть ранее, 30 марта 1929 года, начальник отправился за 60 км в Ванькин стан, где встретил промышленников, сдающих пушнину весеннего промысла. Конечной целью было становище Казачье в устье Яны, где можно было раздобыть немного муки и других припасов. Несмотря на тридцатиградусные морозы, партия Пинегина преодолевала по 80—90 км в день. 11 апреля они достигли цели и провели в посёлке 17 дней, закупив в кредит необходимые запасы и даже 17 ездовых оленей, необходимых для доставки полученных на станции материалов. Обратно выступили 28 апреля. Несмотря на сильнейшие пурги, партия пробиралась по побережью Котельного острова, уточняя карту между мысом Медвежьим и рекой Балыктах. Несмотря на доставленную добавку к припасам, они должны были иссякнуть к двадцатым числам декабря; в ноябре на станции ощущался голод, Пинегин в дневнике сравнивал своё положение с «осаждённым городом». Обещанной смены экипажа не получилось: спасательное судно застряло во льдах в начале осени. Пинегин отпустил ещё трёх участников партии с возвращавшимися зверопромышленниками и остался вместе с плотником В. Бадеевым, чтобы дождаться сменщиков. Лишь в ночь на 19 декабря 1929 года прибыл радист новой партии Андреев со свежими припасами и почтой, а остальная часть метеорологической команды прибыла ещё через два дня. Приёмка дел и возобновление наблюдений продлилась до 27 декабря, после чего Пинегин и Бадеев отправились в Якутию санным путём. В Казачье они прибыли 15 января 1930 года. Далее предстояло пройти 1300 км до Верхоянска оленьей тропой на пятидесятиградусном морозе; Пинегин решился проделать этот путь в одиночку на лёгких нартах и вышел 23 января. 27 января, в пути, он встретил окончание полярной ночи. Тяжелейший переход в экстремальные холода сильно подорвал здоровье полярника и существенно сократил его жизнь.
8 января 1930 года Совнарком ассигновал на работу Ляховской геофизической станции 100 000 рублей, отметив стратегическое значение форпоста советской науки в Арктике. Работа Н. В. Пинегина и его сменщика Н. Н. Шпаковского была признана образцовой. По материалам экспедиции Пинегин опубликовал популярную книгу «В стране песцов» и подготовил двухтомник «Полярная геофизическая станция на острове Большом Ляховском». В составе научного сборника вошли три статьи самого Пинегина: общий обзор хода экспедиции, «Материалы для экономического обследования Новосибирских островов» и обработка метеорологических наблюдений во время морского перехода 1927 года. Собранные Пинегиным наблюдения были использованы для подготовки «Атласа облаков» Главной геофизической обсерватории. Сам учёный обитал тогда в коммунальной квартире в доме № 69 по Большой Пушкарской улице в Ленинграде.

### Николай Пинегин в первой половине 1930-х годов

#### Создание Музея Арктики
В ноябре 1930 года в структуре Института по изучению Севера, преобразуемого во Всесоюзный арктический институт, был создан музей. У истоков его стояли директор института Р. Л. Самойлович, академик Ю. М. Шокальский, полярники В. Ю. Визе, Я. Я. Гаккель, А. Ф. Лактионов. Целью музея была «демонстрация достижений советских учёных в деле освоения Арктики, а также популяризация научных знаний о полярных регионах». Первым заведующим музея был назначен Н. В. Пинегин. Штат музея в первые годы был небольшим, его сотрудники вели целенаправленный сбор экспонатов и разработку научной концепции экспозиции. Экспедициям института было рекомендовано передавать в фонды музея вещи и документы, связанные с деятельностью советских полярников. Впрочем, до середины 1930-х годов у музея не было отдельного помещения.

#### Путешествие на Землю Франца-Иосифа

Ледокол «Малыгин» во время плавания на Землю Франца-Иосифа в 1932 году

В 1931 году фирма «Интурист» организовала туристическую поездку на Землю Франца-Иосифа с целью конкуренции с норвежским Шпицбергеном. Для доставки туристов был избран ледокольный пароход «Малыгин», на борту которого имелось две каюты высшего класса. Планировались и научные исследования в рамках Международного полярного года; начальником рейса был назначен Ю. В. Визе, его заместителем — Н. В. Пинегин. В «Бюллетене Арктического института СССР» (1931, № 5, с. 82) утверждалось, что по первоначальному плану участники путешествия посетят советскую полярную станцию в бухте Тихой и другие острова, представляющие интерес в историческом или природном отношении. Далее предполагалось пройти в северо-восточную часть Карского моря. Сенсацией, которая была призвана увеличить интерес к экспедиции, была встреча ледокольного парохода «Малыгин» с немецким дирижаблем «Граф Цеппелин», что подтвердил и Р. Л. Самойлович, который затем участвовал в полёте вместе с Э. Т. Кренкелем. Освещать поход «Малыгина» должен был, среди прочих, корреспондент «Известий» И. С. Соколов-Микитов, с которым Пинегин дружил ещё со времён пребывания в белом Крыму в 1919—1920 годах. В корреспондентский штаб также входили: писатель Л. Ф. Муханов, журналисты П. Ф. Юдин и М. Д. Ромм, М. К. Розенфельд. Среди туристов находился Умберто Нобиле, собиравшийся искать следы части своей команды, пропавшей без вести в 1928 году. Нобиле охотно включился в научную команду, а Пинегин поделился с ним тёплой одеждой (пальто и пыжиковой шапкой). На борту был и Линкольн Эллсворт, финансировавший и участвовавший в полёте через Арктику с покорением Северного полюса под командованием Нобиле и Амундсена. Среди известных полярников на борту был И. Д. Папанин, командовал пароходом Д. Т. Чертков. Всего на борту «Малыгина» было 86 человек, из которых 44 — судовая команда, 11 человек обслуги и 31 пассажир, имена которых чаще всего не упоминались.

Карта островов Земли Франца-Иосифа

«Малыгин» вышел из Архангельска 19 июля 1931 года и вечером 23 июля подошёл к острову Ньютона в архипелаге Земля Франца-Иосифа, где впервые устроили медвежью охоту. Перед этим пароход прошёл через разреженное ледовое поле шириной более 100 миль, которое не представляло затруднений. Далее, двигаясь к мысу Флора, «Малыгин» сел на мель, но с неё сошли самостоятельно, без повреждений. На той же мелководной банке сидело на мели не менее 125 айсбергов разных размеров. 24 июля разразился 9-балльный шторм, из-за которого на мысе Флора высаживаться не стали. 27 июля в бухте Тихой прошла встреча с дирижаблем «Граф Цеппелин». Участники встречи обменялись почтовыми отправлениями, однако советской стороне не были переданы данные аэрофотосъёмки под предлогом, что плёнки были засвечены (согласно И. Папанину, эти данные поступили немецкой военной разведке). Чтобы пассажиры не скучали, была устроена охота на белых медведей. На мысе Флора удалось высадиться только 31 июля. В начале августа подошли к острову Джексона, на котором попытались найти зимовье Нансена, но безуспешно. Далее двинулись к острову Рудольфа, но в силу сильнейших туманов со 2 по 4 августа «Малыгин» дрейфовал в полях сплочённого льда. В бухту Теплиц, полную битого льда, путешественники попали лишь 5 августа. Здесь бы найден лагерь экспедиции Фиала, из которого для Музея Арктики были взяты разнообразные реликвии и предметы снаряжения. 7 августа у юго-западной части острова Карла-Александра была обнаружена гряда Понтремоли — три мелких острова, названных в честь итальянского учёного, погибшего при крушении дирижабля «Италия». В Австрийский пролив войти так и не удалось, поэтому «Малыгин» двинулся к Британскому каналу с целью проверки существования острова Хармсворта. Оказалось, что вместо двух островов, изображённых на карте Джексона, имеется единый массив суши, покрытый ледяным куполом и получивший имя Артур. Ледовая обстановка не позволила изучить северное побережье Земли Александры с целью поисков останков «Италии». 8 августа путешественники посетили остров Алджер, где была найдена хижина экспедиции Болдуина 1901—1902 годов. На следующий день пароход отправился в Баренцево море. Поскольку кончался уголь и была очень туманная погода, капитан Д. Чертков отказался от захода на остров Уединения. 12 августа путешественники высадились в Бухте Андромеды на Новой Земле, где была устроена охота на оленей. Всего за время похода было добыто 11 медведей и 6 оленей. 15 августа посетили полярную геофизическую обсерваторию в Маточкином Шаре, и 20 августа «Малыгин» благополучно возвратился в Архангельск. По оценке В. Визе, в 295 пунктах была определена температура поверхностного слоя моря, в 273 пунктах были взяты образцы воды для анализа на содержание хлора и в 138 пунктах — образцы для определения щёлочности. Метеорологические наблюдения велись через каждые 4 часа.

#### Второй международный полярный год

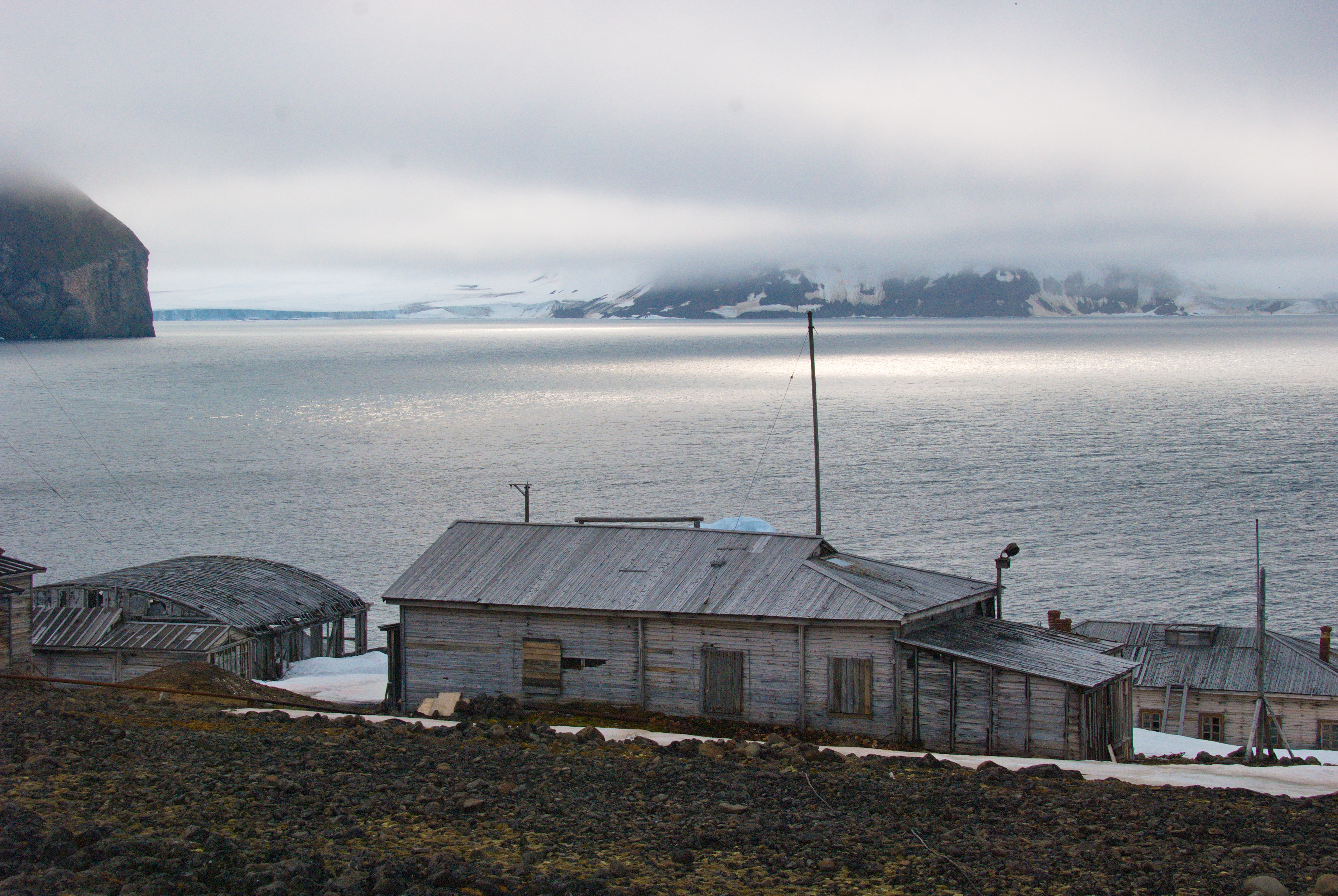
Бухта Тихая в 2015 году

Деятельность Н. В. Пинегина оказалась тесно связанной и с проведением в 1932—1933 годах Второго Международного полярного года (МПГ). В рамках его мероприятий Николай Васильевич был назначен начальником экспедиции на «Малыгине», основной целью которой была высадка 29 полярников под руководством И. Д. Папанина на Острове Рудольфа. Это была одна из девяти новых полярных баз, которые СССР обязывался открыть в рамках Международного полярного года. Кроме того, на борту находились иностранные туристы (в том числе Вильялмур Стефанссон) и генеральный секретарь общества «Аэроарктика» Вальтер Брунс, который должен был изучать возможность посадки дирижабля на лёд. «Малыгин» вышел из Архангельска 15 августа 1932 года и через семь дней прибыл в бухту Тихую на острове Гукера, вообще не встретившись с ледовыми полями. Передав для существующей полярной базы грузы, «Малыгин» проследовал 26 августа Британским каналом, почти свободным от льдов. Погода стала портиться после 29 августа, начались штормы, нагнавшие ледовые поля в бухту Теплица. Удалось выгрузить все запасы и снаряжение для полярной станции, после чего 30 августа пароход пошёл на север для океанографических работ. Несмотря на наличие сплочённых ледовых полей, удалось достигнуть 82°29' с. ш. (поставив тем самым рекорд для полярного судна) и измерить глубину моря до 230 м. Запас угля не позволил достигнуть океанских глубин, поэтому экспедиция провела гидрологические работы вокруг острова Рудольфа. Убедившись в том, что возведение станции завершено, команда Пинегина снабдила топливом базу Тихая и двинулась обратно на материк. Испытав два десятибалльных шторма, «Малыгин» 17 сентября прибыл в Мурманск. Несмотря на тяжёлые погодные условия, были выполнены 216 станций для определения солёности и температуры поверхностного слоя морской воды, 66 станций для определения щелочного резерва и 7 глубоководных станций к северу от острова Рудольфа. Севернее 82° с. ш. на глубине 100 м был обнаружен слой воды с температурой +2 °C. Во время стоянок определялись интенсивность космического излучения и срок существования ионов, запылённости атмосферы. Изучалась также толщина озонового слоя. Лично Н. В. Пинегин провёл топографическую съёмку свободной ото льда суши в бухте Теплиц и близ мыса Столбового. Поскольку она была картографирована во время экспедиций герцога Абруццского и Циглера — Фиала, это позволило изучить степень оледенения острова Рудольфа за 30-летний период. По результатам плавания на «Малыгине» в XXXIV томе «Трудов Арктического института» Н. В. Пинегин представил ряд научных публикаций, в том числе в области глубоководных исследований. После возвращения он также занял пост редактора «Бюллетеня Арктического института».

### Ссылка. Последние годы жизни
В 1932—1934 годах Н. В. Пинегин активно занимался редакторской и писательской деятельностью. В 1932 году в Архангельске он издал обработку дневника В. Альбанова под названием «70 дней борьбы за жизнь». В Ленинграде в том же году тиражом 7300 экземпляров вышла книга об экспедиции на Большой Ляховский остров «В стране песцов» с иллюстрациями автора. В 1934 году Николай Васильевич переиздал в Ленинграде дневники Альбанова «Затерянные во льдах» с подзаголовком «Полярная экспедиция Г. Л. Брусилова».
С начала 1930-х годов у Пинегина сильно испортились отношения с парторганизацией Арктического института. В результате в управление НКВД поступил донос. После убийства Кирова на ленинградскую интеллигенцию начались гонения. Под внесудебный процесс о высылке в марте 1935 года попал и Николай Васильевич. В обвинительном заключении Особого совещания значилось:

В 1920 г. Пинегин, проживая в Севастополе, при помощи министра земледелия при правительстве Врангеля Кривошеина получил паспорт и визу на выезд за границу. Из Севастополя Пинегин выехал в Константинополь, откуда через год, то есть в 1921 г., выехал в Прагу. Из Праги в Берлин и в конце 1923 г. легально возвратился в СССР. Пинегин, являясь белым эмигрантом, до конца 1934 г. имел переписку с заграницей. На основании изложенного полагал бы выслать Пинегина Н. В. из пределов Ленинградской области.

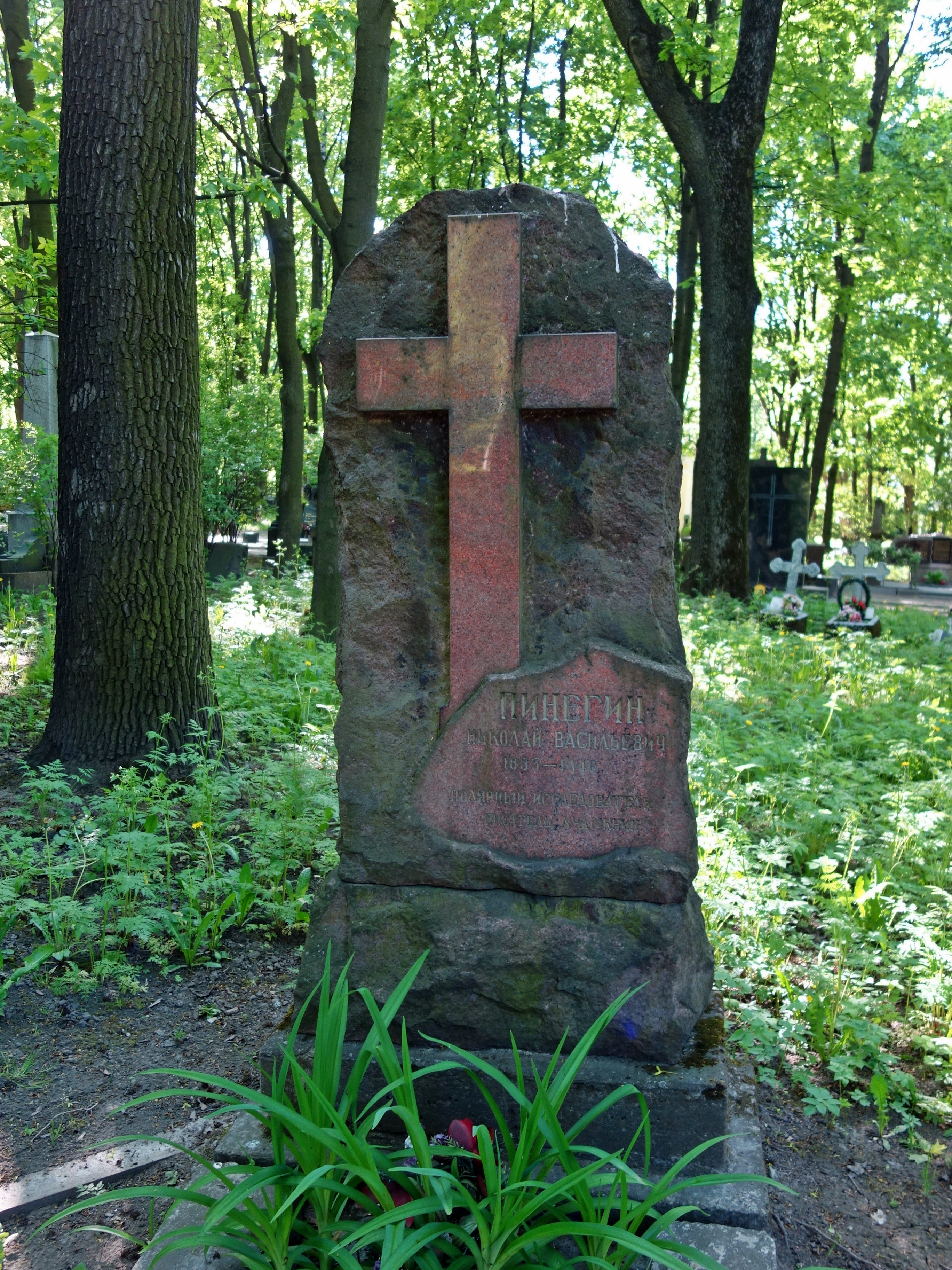
Надгробие Н. В. Пинегина на Литераторских мостках

Пинегин получил пять лет ссылки в Казахстане, которую отбывал в Челкаре. Однако у него нашлись защитники, в том числе В. Визе и писатель К. Федин. Они активно ходатайствовали за Николая Васильевича, указывали на выдающуюся роль, которую Николай Васильевич сыграл в деле освоения Севера. Через несколько месяцев дело было пересмотрено, и Пинегин вернулся в Ленинград. Однако восстановиться на должности в институте он больше не смог.
Пинегин вынужденно посвятил себя живописи и литературе. В 1936 году в доме Гитовичей состоялось знакомство Николая Васильевича и Николая Алексеевича Заболоцкого, которого заинтересовали рассказы полярника о шаманах. Согласно им, когда пропагандист-антирелигиозник приехал в становище демонстрировать радио, главный шаман созвал своих товарищей заклинанием, а затем показал «борцам с суевериями» свою силу: заставил деревья раскачиваться в такт, задаваемый ведуном. По мотивам этого устного рассказа Заболоцкий написал поэму «Шаман», но в 1948 году счёл её неудачной и сжёг рукопись, о существовании которой известно только из устных свидетельств окружения писателя. Отделить сюжет Пинегина от текста Заболоцкого не представляется возможным.
В конце 1930-х годов с Пинегиным общался В. Каверин, который описал обстановку квартиры 80 в доме № 9 по набережной канала Грибоедова как «полярный дом». В романе «Два капитана» упоминается, как во время сборов лётчика Сани Григорьева в поисковую экспедицию к нему заходил «П., старый художник, друг и спутник Седова, в своё время… напечатавший свои воспоминания». В собственных кратких воспоминаниях об общении с Пинегиным, Каверин упоминал, что его угостили консервами с мыса Флора, подобранными в 1914 году, «и, к моему изумлению, они оказались превосходными». По определению Ильи Бражнина, личность Пинегина оказалась для романа Каверина «счастливейшей находкой»: и как «частица Седова», и как «редкое вместилище того, о чём хотел и собирался писать Каверин». В 1939 году И. Бражнин сопровождал Пинегина в последнюю поездку по Заполярью, в связи с 20-летием освобождения Мурманска от белогвардейцев и иностранных интервентов. Итогом стал сборник «Советское Заполярье», включавший статьи 14 советских писателей, в том числе кольские очерки самого Пинегина. После 1938 года Николай Васильевич приступил к написанию большой художественно-документальной книги о Георгии Седове, публикация которой началась в 10-м и 11-м номерах журнала «Звезда» за 1940 год. Сам автор характеризовал этот текст как «портрет Седова в полный рост», по воспоминания В. Визе, охотно делился замыслами и читал законченные фрагменты вслух. Уже во время печатания первой части своего романа 57-летний писатель скончался. Сообщение о его кончине прозвучало и по радио. В номере 11 «Звезды» Каверин поместил некролог «Памяти Пинегина». Другой некролог поместил в журнале «Литературный современник» В. Визе; фамилия писателя на титульном листе «Советского Заполярья» была помещена в траурную рамку. Прах Пинегина был погребён на Волковском лютеранском кладбище. После войны могилу перенесли на Литераторские мостки (дорожка географов) и в 1950 году было установлено новое надгробие работы Н. Эйсмонта. В 1953 году вышел в свет полный текст документального романа «Георгий Седов», законченный по пинегинским черновикам его вдовой — Е. М. Пинегиной — и В. Визе.

## Семья. Частная жизнь

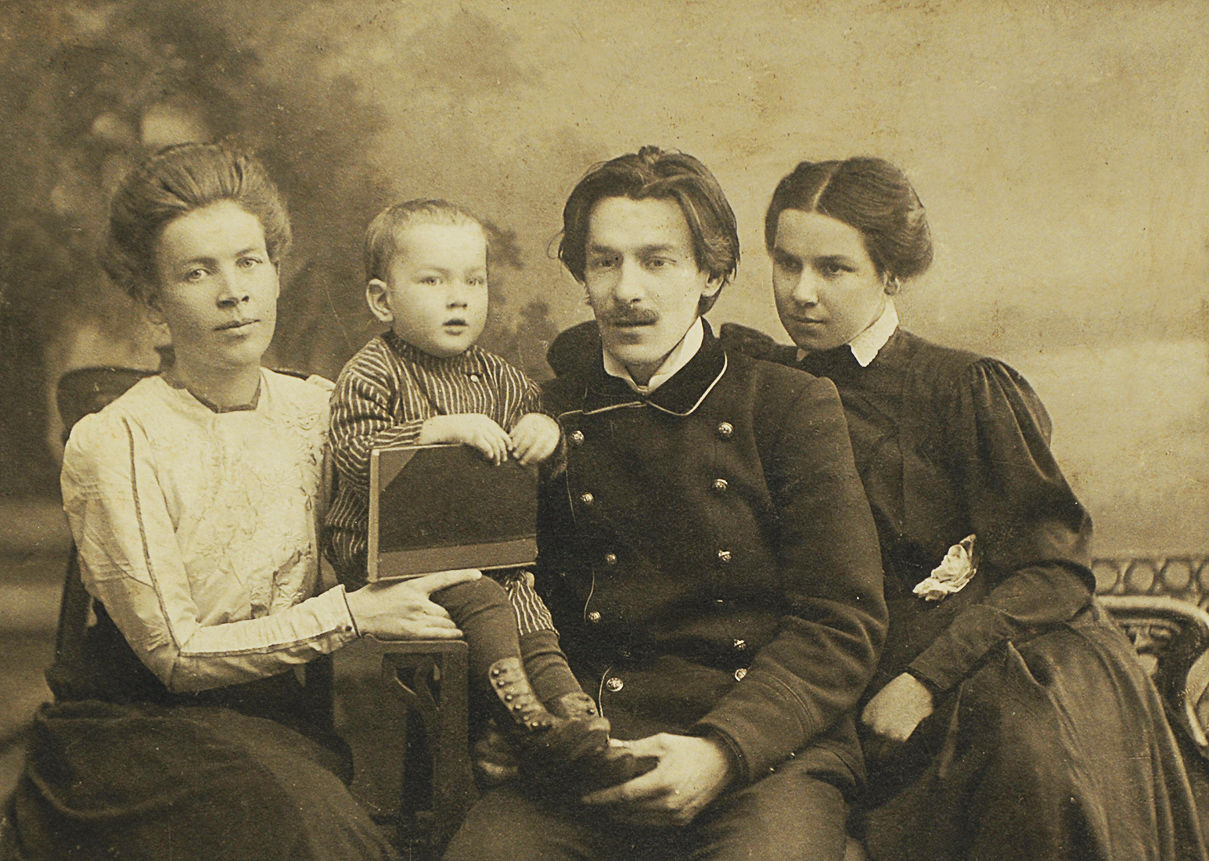
Николай Пинегин с первой женой Алевтиной Евлампиевной, сыном Юрием и сестрой Марией перед походом к Северному полюсу. Санкт-Петербург, 1912 год

О частной жизни Н. В. Пинегина в существующей литературе сообщается скудно. Первая его жена — Алевтина Евлампиевна — относилась к «передовым» женщинам, была «по-революционному раскрепощённой». В этом браке родились трое детей: дочь Татьяна и сыновья Георгий (или Юрий, 1906 года рождения) и Дасид (или Дасий, 1909 года рождения). Во время пребывания отца в экспедициях детей помещали в интернат. В дальнейшем Юрий-Георгий также сделался полярником, работал в Арктическом институте. Дочь Татьяна пережила ленинградскую блокаду, была эвакуирована в Пермь, где её приютила семья И. С. Соколова-Микитова, с которым Пинегин был очень дружен.
В честь сына Юрия названа бухта Юрия и ледник Юрия (Баренцево море, Земля Франца-Иосифа, остров Гукера, названия присвоены в 1913—1914 году Н. В. Пинегиным).
Когда именно Николай Васильевич и Алевтина Евлампиевна расстались, доподлинно неизвестно. Со своей второй женой Еленой Матвеевной (урождённой Севостьяновой), Пинегин впервые встретился во время революции в художественном училище, в котором преподавал; разница в возрасте составляла 18 лет. Она была внучкой петербургского портного, который работал на обслугу императорских дворцов. В 1935 году она попала в ссылку в Казахстан, где зарабатывала журналистикой; там же состоялось повторное знакомство. Из ссылки в Ленинград они вернулись вместе, Николай Васильевич настоял, чтобы Елена продолжила образование в пединституте им. Герцена и сделалась музейным экскурсоводом. В этом браке детей не было.
В Ленинграде Пинегин жил, благодаря хлопотам М. Горького, в доме деятелей литературы и искусства (Набережная канала Грибоедова, № 9, квартира 80). Судя по воспоминаниям родственников, Николай Васильевич не любил богемного образа жизни, почти никогда не ходил в гости, «посиделки ему не нравились» (хотя имеется как минимум одно свидетельство, что он умел и любил проводить спонтанные застолья). Из соседей по дому он чаще других общался с М. Зощенко и О. Берггольц, а также В. Кавериным. Елена Матвеевна Пинегина пережила блокаду, в 1968 году опубликовала в журнале «Звезда» очерк, посвящённый покойному мужу. Лев Лосев оставил о его обиталище мемуарное суждение:

Был ещё среди авторов-северян, но к тому времени уже умер, писатель и художник с географически подходящей фамилией, Пинегин… Вдова Пинегина, Елена Матвеевна, красивая ещё, средних лет женщина, была маминой приятельницей. <…> Пинегинская квартира была этажом выше нашей, и оттого там было светлее. К тому же половину пола в кабинете покрывала шкура белого медведя, к тому же на стенах висели картины Пинегина, изображавшие ярко-синее небо и сияющие белые льды (точь-в-точь как картины Рокуэлла Кента, которые я увидел много позже) и всевозможные заполярные трофеи. Мама вела с Еленой Матвеевной беседы в другой комнате, а мне предлагалось глазеть на заполярные диковины. Я трогал голову медведя с собачьими стеклянными глазками. Пластину слипшегося китового уса. Посматривал на картины, увы, не оживлённые парусником или пароходиком — только льды, небо, вода.

## Николай Пинегин — художник и писатель

### Язык живописи Н. В. Пинегина
Николай Пинегин именуется одним из основателей русской полярной школы художников. Кисти Пинегина принадлежат такие работы, как «Белые медведи», «Полярный пейзаж», «Ледник на Земле Франца-Иосифа», «Лёд взломало», «Льдина», «Белесоватый свет», «Трёхслойные туманы», «Мыс Флоры», «Водопад на реке Туломе», «Остров Кильдин», «Скала Рубини», «Глетчер Таисия», «Ледяные торосы», «Айсберг», «Весенняя симфония Севера», «Незнаемый залив», «Суровые берега Новой Земли», «Маточкин Шар», «Стамуха». Во время своих экспедиций он создал большую галерею графики. Многое из его наследия погибло во время блокады Ленинграда в 1941—1942 годах. Часть полотен маслом находится в фондах Государственного Русского музея и Российского государственного музея Арктики и Антарктики, тем не менее, его имя остаётся практически неизвестным. В Ленинграде посмертно прошли две персональные выставки: первая открылась в малом выставочном зале Союза художников 17 февраля 1959 года, вторая — 23 октября 1962 года в малом зале Географического общества. В 2008 году некоторые работы Н. Пинегина были репродуцированы в книге «Художники — участники экспедиций на Крайний Север» (ISBN 978-5-91519-007-7), в 2012 году прошла выставка «История исследований Европейского Севера России в творчестве художников» в Кольском научном центре РАН. Преимущественно были экспонированы картины из фондов музея-архива города Апатиты, которые послужили иллюстрациями к книге.

Живопись Н. В. Пинегина
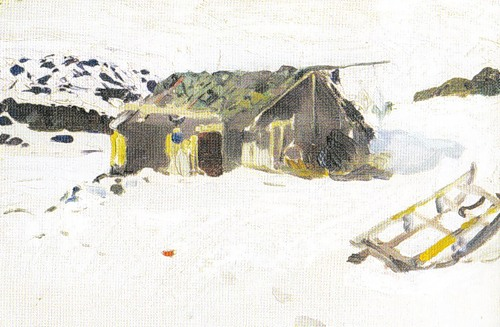
Избушка на острове Большой Заячий, 1912—1914
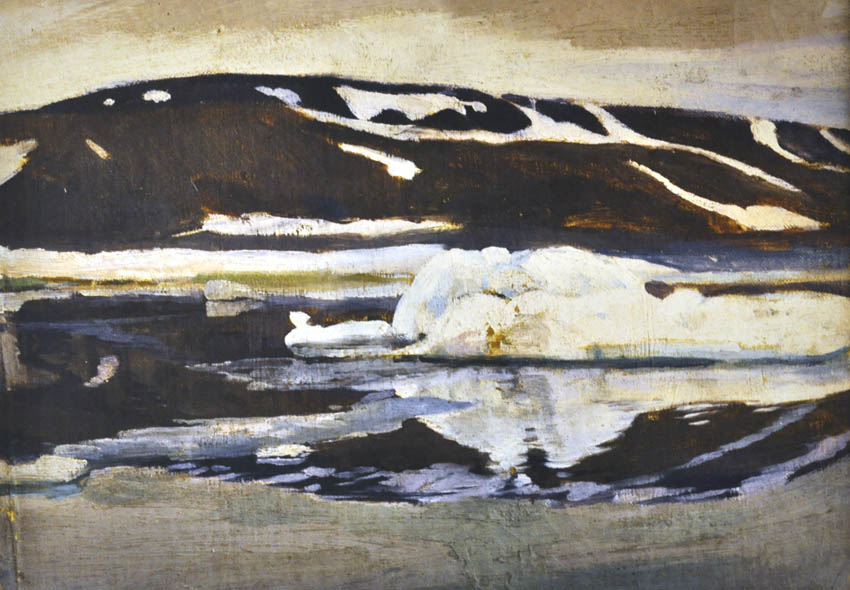
Новая Земля. В бухте Святого Фоки. 1912—1914
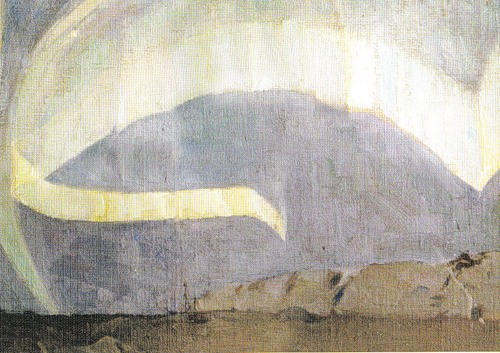
Северное сияние. 1912—1914
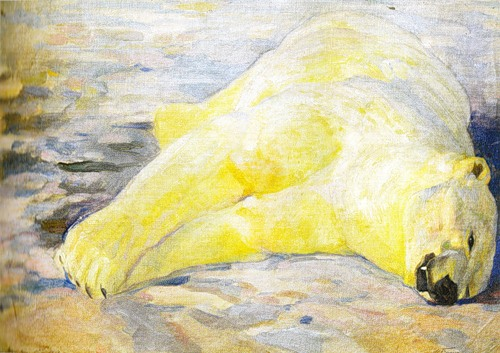
Убитый белый медведь, Новая Земля. 1912—1914

Одним из важнейших стимулов к избранию полярной тематики для молодого Николая Пинегина было соперничество с А. Борисовым. И. С. Соколов-Микитов утверждал, что Пинегин был «единственным художником, с подлинной правдивостью живописавшим эту воздушную, почти неуловимую красоту полярного мира». Писатель отмечал, что Пинегин передавал «нежность красок» полярной природы, тонкие оттенки синевы и изумрудных переливов поверхности и фактуры льда. Он особо выделял картину «Полярный покой», изображающую застывшего во льдах «Фоку». Изображённый отсвет полярной зари на сугробах символизирует сомнение в том, что на обледенелом корабле ещё сохраняется жизнь. В современном искусствоведении особенностью творческой манеры Пинегина называется «глубокое понимание полярной природы, проникновенная любовь к ней и стремление к точности в передаче особенностей северного пейзажа». Лев Богомолец утверждал, что Пинегин сберёг душу, искренность и любовь к природе благодаря «дальности от так называемых художников, заполняющих наш „творческий“ союз».

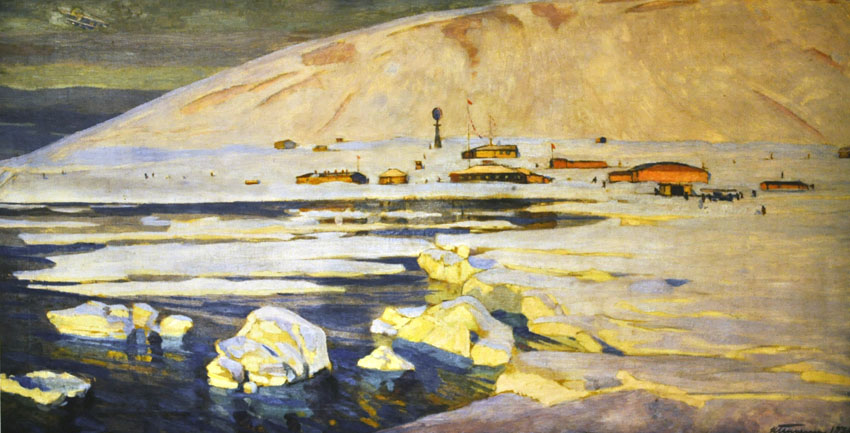
Полярная станция на Острове Рудольфа (на Земле Франца-Иосифа). 1936, холст, масло. 59 × 80 см

Первые пейзажи, представленные публике в 1909—1910-е годы («Водопад на реке Туломе», «Остров Кильдин», «Самый северный посёлок у Крестовой губы»), Н. Н. Ефимов именовал «непритязательными» по колориту и даже однообразными. Однако эти ранние работы демонстрировали выработку художественного метода: стремления художника к простоте и максимальной точности передачи нюансов природы Севера. Напротив, этюды, выполненные в экспедиции Седова, оцениваются как лучшие во всём его творческом наследии. На каждой своей работе Пинегин, кроме подписи, ставил также дату и точное указание места, где данная картина писалась. Цикл художественных произведений являет в совокупности живописный дневник. Например, этюд «Северное сияние» изображал отдых полярников во время похода по Новой Земле. Утомлённые переходом люди заснули прямо на снегу, рядом с санями, прислонив к ледяной глыбе ружьё и лыжи. Над ними скользят призрачные зеленоватые тени северного сияния. Выделяется также цветовое решение этюда «Скала Рубини», который передаёт эффекты неяркого весеннего солнца, дающего голубоватые блики по воде, скалам и поверхности льда. Этюд «Глетчер Таисия» выполнен со скрупулёзным вниманием ко всем деталям, когда художник стремился придать масляным краскам прозрачность акварели. Игра солнечного света на поверхности снега и льда привлекала внимание Пинегина практически в каждой работе. Стремясь передать суровый характер природы Арктики, Пинегин использовал лаконичные художественные средства. Колорит его композиций приглушён, он очень тонко разрабатывал оттенки сдержанной окраски природы Севера. Своеобразие северного пленэра заключается в стирании граней тонов и полутонов, отсутствии ярких цветовых контрастов; дальние планы при этом подчас бывают более ясными и чёткими, чем ближние. Все эти эффекты присутствуют на этюдах Н. В. Пинегина. Логика развития художника в 1917—1918 годах привела к большей обобщённости формы (как на картине «„Святой Фока“ во льдах»), цветовая гамма становится декоративнее. В похожей манере были выполнены и его поздние пейзажи второй половины 1930-х годов.
Помимо живописи маслом, Николай Васильевич много работал карандашом и акварелью. Эта часть его наследия сохранилась хуже всего. В Крыму в 1916—1921 годах он писал много акварелей, по контрасту посвящённых полярной тематике. В 1931 году он самостоятельно оформил свою книгу «В стране песцов», выполнив тушью заставки и концовки.

### Николай Пинегин как писатель
Несмотря на то, что Н. Пинегин почти не создавал художественных литературных произведений в полном смысле этого слова, его документальные очерки и книги отличаются ярким самобытным стилем. Уже первые его записки 1909—1910 годов живописны, детальны и занимательны. Пинегин, в отличие от С. Максимова или В. Немировича-Данченко, не злоупотреблял особенностями поморской речи (поморы малоразговорчивы); он описывал виденное как художник, обращая внимание на местность, красоты природы, поступки людей. Например, на пароходе от морской болезни страдают только пассажиры первого класса. Простонародье любит рыбу с душком, но если тушка потемнела, есть её не станет. В Коле сохранился старый уклад, когда мужики ещё верны армякам и поддёвкам, только молодые носят пиджаки. Когда на привале путешественник подстрелил куропатку, сопровождающие осудили его за трату патрона, заметив, что птицу можно «палкой бить». Николай Пинегин увлёкся темой северной мистики, и в дальнейшем несколько раз возвращался к раннему рассказу «У Падуна». Падун — это таёжный водопад, вокруг которого разворачиваются действия героев. Версия, вошедшая в «Записки полярника», была сильно упрощена в стилистическом отношении, из неё исчезла тема алкоголя (вероятно, в угоду цензуре).
Главными книгами Н. Пинегина обыкновенно называют «Записки полярника» (в расширенном издании 1952 года, составленном И. Соколовым-Микитовым) и обработанные дневники экспедиции Седова «В ледяных просторах». Помимо строгой документальности, книги Н. Пинегина выделялись «яркою изобразительностью, точным знанием северной природы», а также «бодрым тоном…, призывающим молодое поколение к труду и смелым исканиям». Константин Федин в очерке того же года сближал творчество Соколова-Микитова и Пинегина в «беспокойном зове к движению, к открытию нового в жизни».

## Память

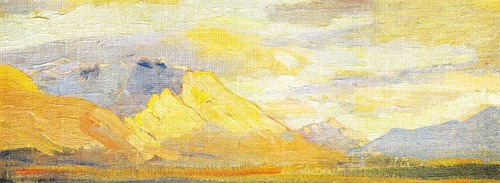
Этюд «Гора, освещённая солнцем», холст, масло, 1912—1914

Основными источниками биографии Н. В. Пинегина являются неопубликованные рукописи его друга В. Ю. Визе (1940) и вдовы Е. М. Пинегиной (1978, 1980). Объёмные очерки создали знавшие его Илья Бражнин и Иван Соколов-Микитов. Первую монографическую биографию писателя и художника опубликовал в 2009 году А. Н. Иванов — сотрудник Елабужского государственного историко-архитектурного и художественного музея-заповедника.
Персональный фонд документов Н. В. Пинегина находится в Музее-Архиве истории изучения и освоения Европейского Севера Центра гуманитарных проблем Баренц-региона Кольского научного центра РАН, созданного в 1974 году решением президиума Географического общества СССР при его Северном филиале в Апатитах. Помимо книжных публикаций и рукописных дневников, в фонде хранятся и некоторые художественные произведения художника разных лет, в том числе «Полярный цикл» 1912—1914 годов, а также биографические свидетельства. В этом же фонде оказалась переписка Пинегина 1930-х годов с зарубежными исследователями, включая В. Стефанссона и У. Нобиле, а также машинопись неоконченного документального романа «Георгий Седов». Часть реликвий со «Св. Фоки» Е. М. Пинегина в 1964 году передала в Центральный военно-морской музей. В коллекции предметов морской практики оказались транспортир, ручная буссоль и экспозиметр (экспонометр) немецкого производства. В Пушкинском доме существует персональный фонд Н. Пинегина (№ 823), где хранятся печатные издания его произведений и каталога персональной выставки 1958 года. Также представлены рисунки, эскизы костюмов, декораций к театральным спектаклям
«Евгений Онегин», «Борис Годунов» и др. Именно в этом фонде сохранилась рукописная автобиография Николая Васильевича; билет члена Союза советских писателей; свидетельство Б. М. Шенфельда в консульский отдел СССР в Берлине о непричастности Н. В. Пинегина к белому движению в России; дневники экспедиции с Г. Я. Седовым к Северному полюсу и на Ляховскую станцию.
14 (27) марта 1917 года в Петрограде состоялся предпремьерный показ документального фильма Н. Пинегина «Экспедиция старшего лейтенанта Георгия Яковлевича Седова». Отдельный показ вскоре был осуществлён и в Архангельске. Существуют сведения, что идею фильма и его монтажа полярнику подсказал в Крыму А. Ханжонков. Материалы, отснятые Пинегиным, стали рабочим инструментом для советских полярников 1920—1930-х годов и используются в документальном кинематографе.
В 1974 году Борисом Григорьевым был снят фильм «Георгий Седов», где роль Н. В. Пинегина исполнял В. А. Грамматиков.
Г. Я. Седов назвал именем Пинегина самый западный остров из гряды южных Крестовых островов и западный мыс у входа в залив Иностранцева. Советские исследователи присвоили имя Пинегина мысу на острове Брюса Земли Франца-Иосифа (назван в 1953—1955 гг.), мысу на архипелаге Новая Земля (обследован в 1913 г. Г. Я. Седовым) и горе в массиве Вольтат в Антарктиде (названа в 1966 году). В память о Н. В. Пинегине было названо озеро на севере острова Земля Александры. Название озера утверждено в 1963 году Архангельским облисполкомом.
В 1985 году бывшей Карловой улице в Невском районе Санкт-Петербурга было присвоено имя Пинегина. Переименование было связано с тем, что она проходит параллельно улице Георгия Седова. Писатель Владимир Лях в 2010 году предложил назвать именем Пинегина одну из новых улиц в посёлке Седово, что и было принято поселковым советом.

## Публикации
- Айновы острова: Из путевых воспоминаний о Севере // Изв. Арханг. о-ва изучения Русского севера. — 1909. — № 13. — С. 61—74.
- Из сказок Лапландского Севера: Листки из записной книжки туриста // Изв. Арханг. о-ва изучения Русского севера. — 1910. — № 17. — С. 27—33.
- С Седовым к северному полюсу. — Берлин, 1923.
- В ледяных просторах: Экспедиция Г. Я. Седова к северному полюсу 1912-1914 г.. — Л. : Госиздат, 1924. — 272 с. — (Библиотека путешествий). — Приложение: В. Ю. Визе. Научные результаты экспедиции Г. Я. Седова. С. 263—267.
- Амундсен: Вступительный очерк // Амундсен Р. На крыльях в страну безмолвия: Путешествие к северному полюсу на аэроплане. — М.—Л., 1926. — С. 3—23.
- Путешествия к Северному полюсу // Рубакин Н. А. На плавающих льдинах к Ледовитому океану. — М.—Л., 1927—1928.
- Борьба за полюс // Жюль Верн и капитан Гаттерас: Его путешествия и приключения. — М.—Л., 1929. — С. 259—272.
- В стране песцов: Якутская АССР. — Л., 1932.
- Семьдесят дней борьбы за жизнь: По дневнику участника экспедиции Брусилова штурмана В. Альбанова. — Архангельск, 1932.
- Есипов В. К. (соавт.) Острова Советской Арктики: Новая Земля — Вайгач — Колгуев — Земля Франца Иосифа. — Архангельск, 1933.
- Новая Земля. — Архангельск, 1935. — (Острова Советской Арктики).
- Записки полярника. — Архангельск — М., 1936.
- Пинегин Н. В. Записки полярника. — 2-е изд.. — М.: Географгиз, 1952. — 496 с.
Рец. на второе изд.: Болотинов Н. Арктика глазами художника // Новый мир. — 1952. — № 12. — С. 278—279.
- Полярный исследователь Г. Я. Седов. — Ростов н/Д : Ростиздат, 1940. — 472 с. — (Замечательные земляки).
- Георгий Седов: Т. 1. — Л., 1941.
- Советское Заполярье: Лит.-худож. сб. к 20-летию освобождения Мурманского края от интервентов и белогвардейцев / Под ред. Ф. Бутцова, И. Бражникова, Н. Пинегина. — Л., 1941.
- Георгий Седов идёт к полюсу. — М., 1949.
- Георгий Седов. / Предисл. В. Ю. Визе. — 2-е изд. — М.—Л. : Изд-во Главсевморпути, 1953. — 351 с.
- Николай Васильевич Пинегин, 1883—1940: каталог выставки : Ленинградский союз советских художников / сост. и авт. вступ. ст. П. П. Ефимов. — Л. : Художник РСФСР, 1959. — 21, [1] с.
- Георгий Седов: Повесть для старшего школьного возраста. — Новосибирск, 1971.
- Пинегин Н. Лейтенант Седов идёт к полюсу // Живая Арктика. — 2003. — Май. — С. 130—135.
- В ледяных просторах : экспедиция Г. Я. Седова к Северному полюсу (1912—1914). — М. : Фонд поддержки экономического развития стран СНГ, 2008. — 302 с. — (Ломоносовская библиотека). — Посвящается 300-летию со дня рождения великого русского учёного и поэта Михаила Васильевича Ломоносова. — ISBN 978-5-94282-526-3.
- Пинегин Н. В. В ледяных просторах. Экспедиция Г. Я. Седова к Северному полюсу (1912—1914). — М.: ОГИ, 2009. — 304 с. — ISBN 978-5-94282-526-3.
- В ледяных просторах. Записки полярника. — М. : Эксмо, 2021. — 448 с. — ISBN 978-5-04-110869-4.